# Lista lotów księżycowych

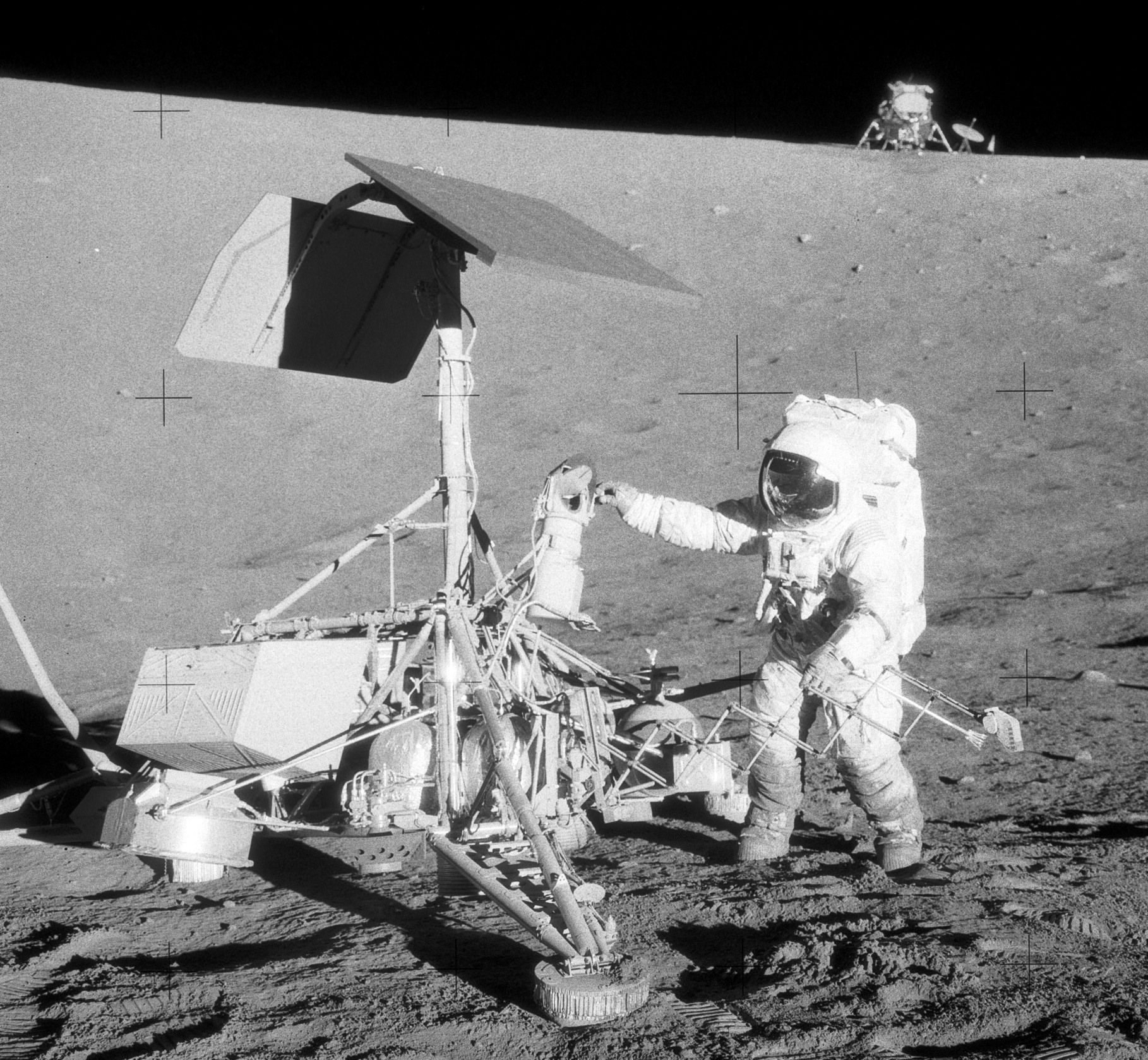
Misja Apollo 12. Astronauta Charles Conrad przy lądowniku Surveyor 3. W oddali lądownik LM-6 Intrepid.

Chronologiczna lista sond i statków kosmicznych, których celem misji był Księżyc, lub które przelatywały w pobliżu Księżyca przy okazji wykonywania innych zadań. Uwzględniono nieudane próby startów sond księżycowych. Lista przedstawia też planowane przyszłe misje księżycowe. Daty zaplanowanych startów ulegają często zmianom. Misje mogą też zostać z różnych powodów anulowane.
Kolorem szarym zaznaczone są misje zakończone niepowodzeniem, które nie wykonały żadnego z głównych zaplanowanych zadań. Przyczyną mógł być nieudany start rakiety nośnej lub awaria podczas dalszych etapów misji.
Kolorem ciemnoszarym zaznaczone jest zniszczenie lub uszkodzenie sondy podczas przygotowań przedstartowych.
Wszystkie daty podane są według czasu uniwersalnego (UTC).
Grubą czcionką oznaczono nazwy misji, które obecnie trwają.
Dla misji, które po nieudanym starcie nie otrzymały oficjalnej nazwy, w nawiasie kwadratowym podano oznaczenie konstrukcyjne sondy i nazwę programu, np. [Je-1 No. 1] (Łuna) oznacza sondę o oznaczeniu Je-1 No. 1 realizowaną w ramach programu Łuna.
Flagą oznaczono państwo, które było właścicielem sondy lub teleskopu. Dla misji Europejskiej Agencji Kosmicznej użyto logo .
Skład załóg misji programu Apollo jest podany w kolejności: dowódca, pilot modułu załogowego, pilot modułu księżycowego. W misjach Apollo, które wylądowały na Księżycu, w lądowaniu brali udział dowódca i pilot modułu księżycowego, natomiast pilot modułu załogowego pozostawał na orbicie.

## 1958–1960
| Data startu          | Nazwa misji            | Państwo. Organizacja | Opis i uwagi |
| -------------------- | ---------------------- | -------------------- | --- |
| 17 sierpnia 1958     | [Pioneer 0] (Able 1)   | ARPA, AFBMD          | Pierwsza próba startu poza orbitę wokółziemską. Planowany sztuczny satelita Księżyca. Eksplozja rakiety nośnej podczas startu. |
| 23 września 1958     | [Je-1 No. 1] (Łuna)    | OKB-1                | Planowane uderzenie w powierzchnię Księżyca. Awaria rakiety nośnej podczas startu. |
| 11 października 1958 | Pioneer 1 (Able 2)     | NASA, AFBMD          | Planowany sztuczny satelita Księżyca. Przedwczesne wyłączenie drugiego stopnia rakiety nośnej. Lot suborbitalny na odległość 114 750 km od powierzchni Ziemi. |
| 11 października 1958 | [Je-1 No. 2] (Łuna)    | OKB-1                | Planowane uderzenie w powierzchnię Księżyca. Awaria rakiety nośnej podczas startu. |
| 8 listopada 1958     | Pioneer 2 (Able 3)     | NASA, AFBMD          | Planowany sztuczny satelita Księżyca. Awaria rakiety nośnej podczas startu. Lot suborbitalny na odległość 1530 km od powierzchni Ziemi. |
| 4 grudnia 1958       | [Je-1 No. 3] (Łuna)    | OKB-1                | Planowane uderzenie w powierzchnię Księżyca. Awaria rakiety nośnej podczas startu. |
| 6 grudnia 1958       | Pioneer 3              | NASA, ABMA, JPL      | Planowany przelot obok Księżyca. Przedwczesne wyłączenie pierwszego stopnia rakiety. Lot suborbitalny na odległość 102 322 km od powierzchni Ziemi. |
| 2 stycznia 1959      | Łuna 1                 | OKB-1                | Planowane uderzenie w powierzchnię Księżyca. Z powodu niewłaściwej trajektorii lotu sonda minęła Księżyc 4 stycznia 1959 w odległości około 6400 km od jego powierzchni. Pierwsza sonda, która osiągnęła drugą prędkość kosmiczną i weszła na orbitę heliocentryczną. |
| 3 marca 1959         | Pioneer 4              | NASA, ABMA, JPL      | Przelot 4 marca 1959 w odległości około 60 000 km od powierzchni Księżyca i wejście na orbitę heliocentryczną. |
| 18 czerwca 1959      | [Je-1A No. 5] (Łuna)   | OKB-1                | Planowane uderzenie w powierzchnię Księżyca. Awaria rakiety nośnej podczas startu. |
| 12 września 1959     | Łuna 2                 | OKB-1                | Pierwszy zrealizowany lot z Ziemi na Księżyc. Uderzenie w powierzchnię Księżyca 13 września 1959, 21:02:23 UT (29,1°N, 0°W – Palus Putredinis, w pobliżu krateru Autolykos).                                                                                          |
| 4 października 1959  | Łuna 3                 | OKB-1                | Przelot 6 października 1959 w odległości 6200 km od powierzchni Księżyca. Wykonanie pierwszych fotografii około 70% niewidocznej strony Księżyca. |
| 26 listopada 1959    | Pioneer P-3 (Able IVB) | NASA, AFBMD          | Planowany sztuczny satelita Księżyca. Awaria rakiety nośnej podczas startu. |
| 15 kwietnia 1960     | [Je-3 No. 1] (Łuna)    | OKB-1                | Planowany przelot obok Księżyca w celu wykonania fotografii jego niewidocznej strony. Przedwczesne wyłączenie trzeciego stopnia rakiety. Lot suborbitalny na odległość około 200 000 km od powierzchni Ziemi.                                                         |
| 16 kwietnia 1960     | [Je-3 No. 2] (Łuna)    | OKB-1                | Planowany przelot obok Księżyca w celu wykonania fotografii jego niewidocznej strony. Eksplozja rakiety nośnej podczas startu. |
| 25 września 1960     | Pioneer P-30 (Able VA) | NASA, AFBMD          | Planowany sztuczny satelita Księżyca. Awaria rakiety nośnej podczas startu. |
| 15 grudnia 1960      | Pioneer P-31 (Able VB) | NASA, AFBMD          | Planowany sztuczny satelita Księżyca. Eksplozja rakiety nośnej podczas startu. |

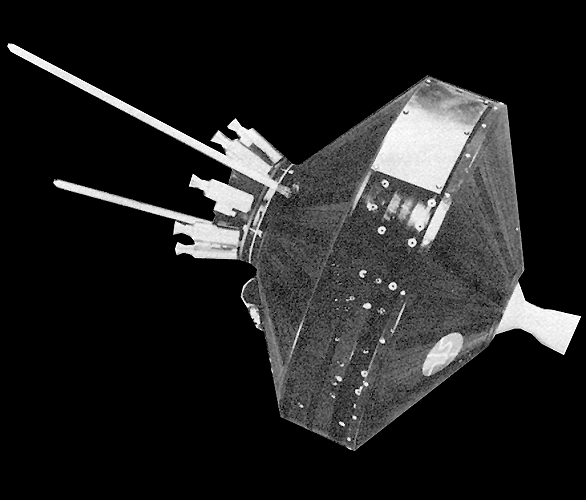
Pioneer 0, 1 i 2
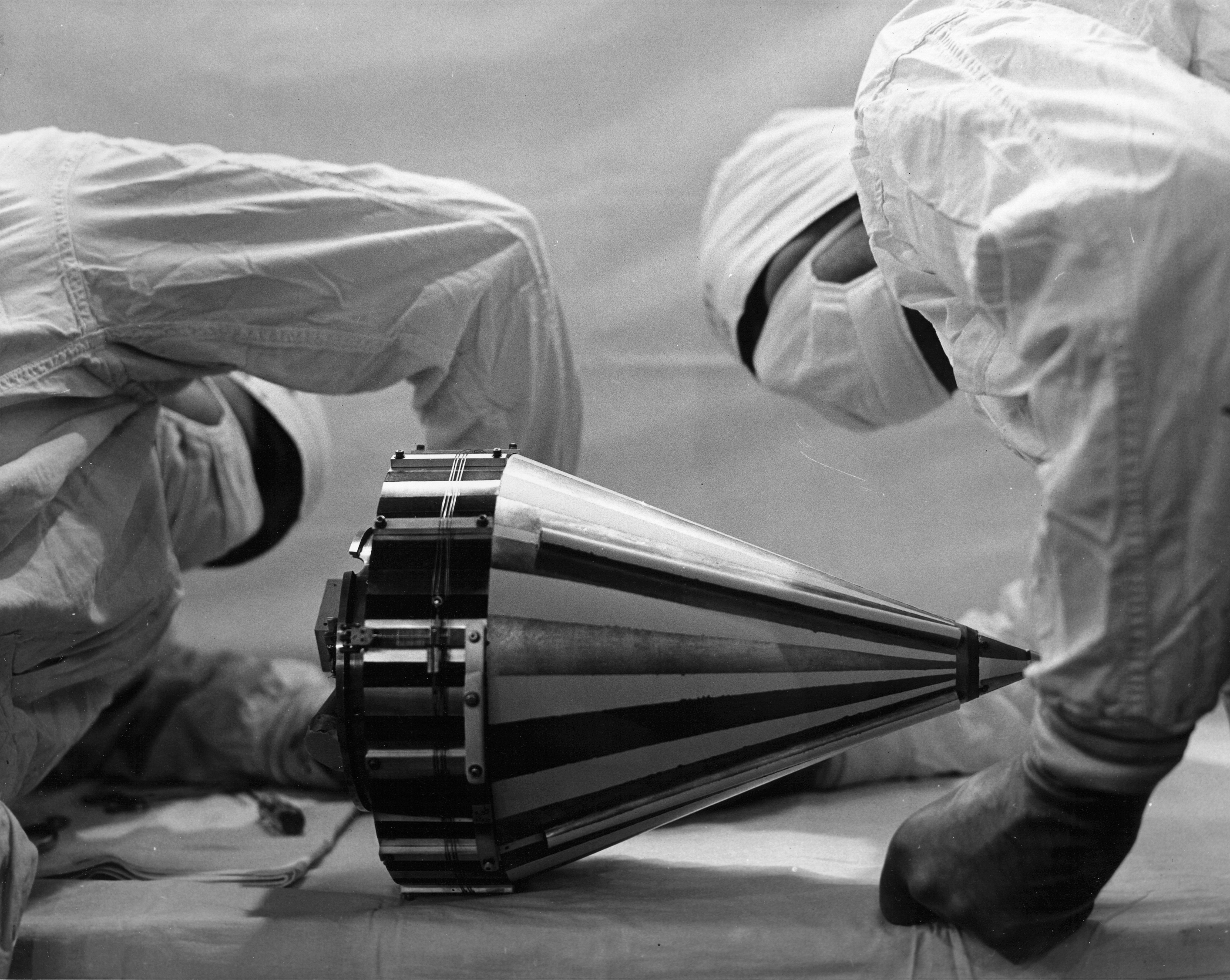
Pioneer 3 i 4
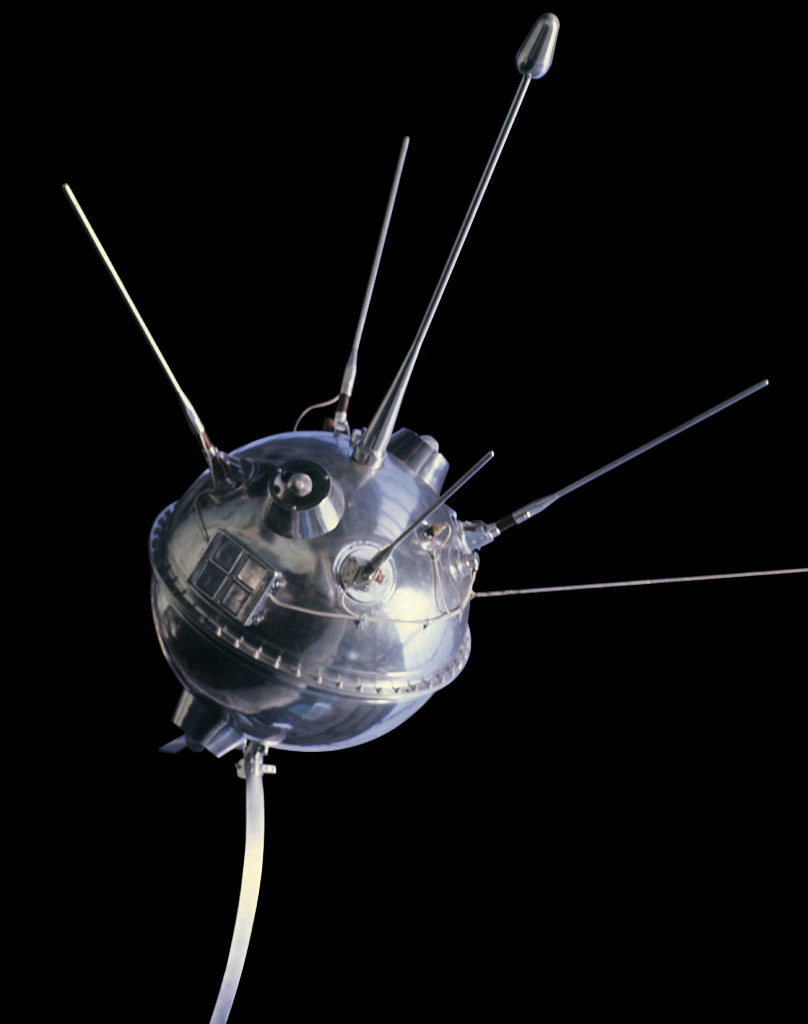
Łuna 1
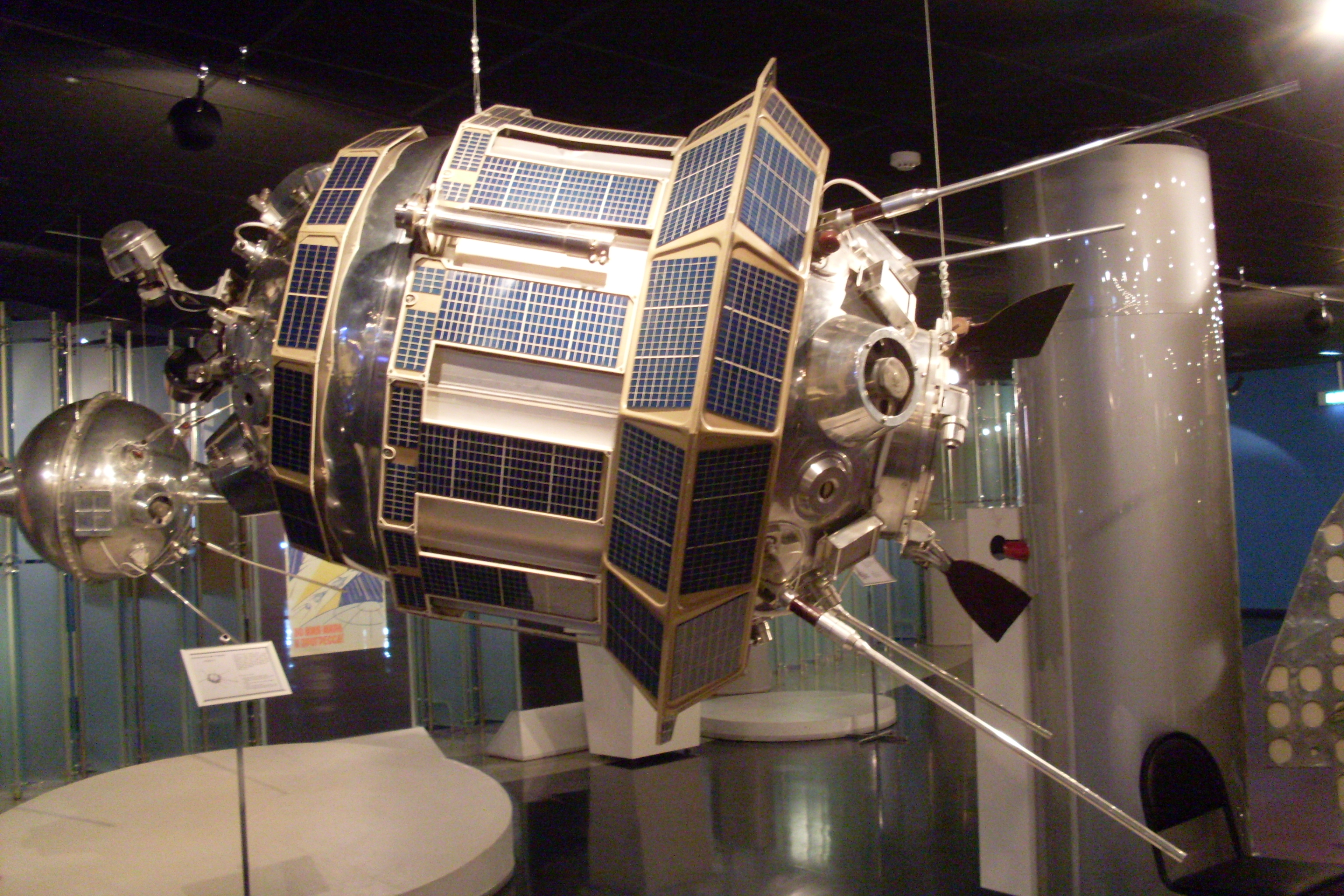
Łuna 3
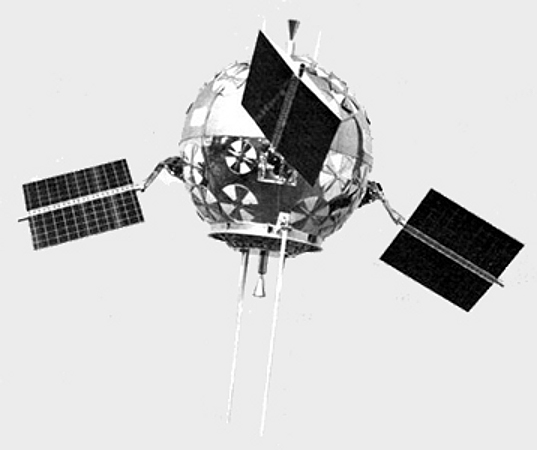
Pioneer P-3, P-30 i P-31

## 1961–1970
| Data startu          | Nazwa misji             | Państwo. Organizacja | Opis i uwagi |
| -------------------- | ----------------------- | -------------------- | --- |
| 26 stycznia 1962     | Ranger 3                | NASA, JPL            | Planowane wykonanie zdjęć powierzchni Księżyca i lądowanie kapsuły. Z powodu niewłaściwej trajektorii lotu sonda minęła Księżyc 28 stycznia 1962 w odległości 36 793 km od jego powierzchni. |
| 23 kwietnia 1962     | Ranger 4                | NASA, JPL            | Planowane wykonanie zdjęć powierzchni Księżyca i lądowanie kapsuły. Awaria sondy bezpośrednio po starcie. Uderzenie w powierzchnię Księżyca 26 kwietnia 1962, 12:49:53 UT (15,5°S, 229,3°E – okolice krateru Ioffe). |
| 18 października 1962 | Ranger 5                | NASA, JPL            | Planowane wykonanie zdjęć powierzchni Księżyca i lądowanie kapsuły. Z powodu awarii sonda minęła Księżyc 21 października 1962 w odległości 724 km od jego powierzchni. |
| 4 stycznia 1963      | [Je-6 No. 2] (Łuna)     | OKB-1                | Planowane lądowanie na powierzchni Księżyca. Awaria górnego stopnia rakiety. Sonda pozostała na orbicie okołoziemskiej. |
| 3 lutego 1963        | [Je-6 No. 3] (Łuna)     | OKB-1                | Planowane lądowanie na powierzchni Księżyca. Awaria rakiety nośnej podczas startu. |
| 2 kwietnia 1963      | Łuna 4                  | OKB-1                | Planowane lądowanie na powierzchni Księżyca. Z powodu awarii sonda minęła Księżyc 6 kwietnia 1963 w odległości 8500 km od jego powierzchni. |
| 30 stycznia 1964     | Ranger 6                | NASA, JPL            | Uderzenie w powierzchnię Księżyca 2 lutego 1964, 09:24:32 UT (9,3864°N, 21,4806°E – Mare Tranquillitatis). Z powodu awarii nie wykonano zdjęć powierzchni Księżyca. |
| 21 marca 1964        | [Je-6 No. 6] (Łuna)     | OKB-1                | Planowane lądowanie na powierzchni Księżyca. Awaria rakiety nośnej podczas startu. |
| 20 kwietnia 1964     | [Je-6 No. 5] (Łuna)     | OKB-1                | Planowane lądowanie na powierzchni Księżyca. Awaria rakiety nośnej podczas startu. |
| 28 lipca 1964        | Ranger 7                | NASA, JPL            | Uderzenie w powierzchnię Księżyca 31 lipca 1964, 13:25:49 UT (10,6340°S, 20,6770°W – Mare Cognitum). Wykonanie zdjęć powierzchni z małej odległości. |
| 17 lutego 1965       | Ranger 8                | NASA, JPL            | Uderzenie w powierzchnię Księżyca 20 lutego 1965, 09:57:37 UT (2,6376°N, 24,7881°E – Mare Tranquillitatis). Wykonanie zdjęć powierzchni z małej odległości. |
| 12 marca 1965        | Kosmos 60 (Łuna)        | OKB-1                | Planowane lądowanie na powierzchni Księżyca. Awaria górnego stopnia rakiety. Sonda pozostała na orbicie okołoziemskiej. |
| 21 marca 1965        | Ranger 9                | NASA, JPL            | Uderzenie w powierzchnię Księżyca 24 marca 1965, 14:08:20 UT (12,8281°S, 2,3884°W – krater Alphonsus). Wykonanie zdjęć powierzchni z małej odległości. |
| 10 kwietnia 1965     | [Je-6 No. 8] (Łuna)     | OKB-1                | Planowane lądowanie na powierzchni Księżyca. Awaria rakiety nośnej podczas startu. |
| 9 maja 1965          | Łuna 5                  | OKB-1                | Nieudana próba lądowania na powierzchni Księżyca. Uderzenie w powierzchnię Księżyca 12 maja 1965, 19:10 UT (1,35°S, 25,48°W – okolice krateru Lansberg). |
| 8 czerwca 1965       | Łuna 6                  | OKB-1                | Planowane lądowanie na powierzchni Księżyca. Z powodu awarii silnika sonda minęła Księżyc 11 czerwca 1965 w odległości około 161 000 km od jego powierzchni. |
| 18 lipca 1965        | Zond 3                  | OKB-1                | Przelot 20 lipca 1965 w odległości 9219 km od powierzchni Księżyca. Wykonanie fotografii niewidocznej strony Księżyca. |
| 4 października 1965  | Łuna 7                  | OKB-1                | Nieudana próba lądowania na powierzchni Księżyca. Uderzenie w powierzchnię Księżyca 7 października 1965, 22:08:24 UT (9,8°N, 47,8°W, lub według innych źródeł 9°N, 49°W – Oceanus Procellarum). |
| 3 grudnia 1965       | Łuna 8                  | OKB-1                | Nieudana próba lądowania na powierzchni Księżyca. Uderzenie w powierzchnię Księżyca 6 grudnia 1965, 21:51:30 UT (9,1°N, 63,3°W – Oceanus Procellarum). |
| 31 stycznia 1966     | Łuna 9                  | Ławoczkin            | Pierwsze udane miękkie lądowanie na powierzchni Księżyca 3 lutego 1966, 18:45:30 UT (7,08°N, 64,37°W – Oceanus Procellarum). Łączność utrzymywano do 6 lutego 1966. |
| 1 marca 1966         | Kosmos 111 (Łuna)       | Ławoczkin            | Planowany sztuczny satelita Księżyca. Awaria górnego stopnia rakiety. Sonda pozostała na orbicie okołoziemskiej. |
| 31 marca 1966        | Łuna 10                 | Ławoczkin            | Pierwszy sztuczny satelita Księżyca. Wejście na orbitę wokół Księżyca 3 kwietnia 1966. Łączność utrzymywano do 30 maja 1966. |
| 30 maja 1966         | Surveyor 1              | NASA, JPL            | Lądowanie na powierzchni Księżyca 2 czerwca 1966, 06:17:36 UT (2,4745°S, 43,3398°W – krater Flamsteed P, Oceanus Procellarum). Łączność utrzymywano do 7 stycznia 1967. |
| 1 lipca 1966         | Explorer 33             | NASA, GSFC           | Planowany sztuczny satelita Księżyca. Z powodu niewłaściwej trajektorii sonda pozostała na orbicie okołoziemskiej o wysokim apogeum. Badania przestrzeni międzyplanetarnej w otoczeniu Ziemi i Księżyca. Łączność utrzymywano do września 1971 roku. |
| 10 sierpnia 1966     | Lunar Orbiter 1         | NASA, LaRC           | Wejście na orbitę wokół Księżyca 14 sierpnia 1966. Łączność utrzymywano do uderzenia w powierzchnię Księżyca 29 października 1966. |
| 24 sierpnia 1966     | Łuna 11                 | Ławoczkin            | Wejście na orbitę wokół Księżyca 27 sierpnia 1966. Z powodu awarii sonda nie wykonała zaplanowanych zdjęć powierzchni Księżyca. Łączność utrzymywano do 1 października 1966. |
| 20 września 1966     | Surveyor 2              | NASA, JPL            | Nieudana próba lądowania na powierzchni Księżyca. Z powodu awarii silnika korekcyjnego utrata łączności 22 września 1966. Uderzenie w powierzchnię Księżyca 23 września 1966, 03:18 UT (5,5°N, 12°W – Mare Insularum). |
| 22 października 1966 | Łuna 12                 | Ławoczkin            | Wejście na orbitę wokół Księżyca 25 października 1966. Łączność utrzymywano do 19 stycznia 1967. |
| 6 listopada 1966     | Lunar Orbiter 2         | NASA, LaRC           | Wejście na orbitę wokół Księżyca 10 listopada 1966. Łączność utrzymywano do uderzenia w powierzchnię Księżyca 11 października 1967. |
| 21 grudnia 1966      | Łuna 13                 | Ławoczkin            | Lądowanie na powierzchni Księżyca 24 grudnia 1966, 18:01:00 UT (18,87°N, 62,05°W – Oceanus Procellarum). Łączność utrzymywano do 28 grudnia 1966. |
| 5 lutego 1967        | Lunar Orbiter 3         | NASA, LaRC           | Wejście na orbitę wokół Księżyca 8 lutego 1967. Łączność utrzymywano do uderzenia w powierzchnię Księżyca 9 października 1967. |
| 17 kwietnia 1967     | Surveyor 3              | NASA, JPL            | Lądowanie na powierzchni Księżyca 20 kwietnia 1967, 00:04:17 UT (3,0162°S, 23,4180°W – Oceanus Procellarum). Łączność utrzymywano do 4 maja 1967. Części sondy, w tym sprzęt wizyjny, zostały odzyskane przez załogę lądownika Apollo 12. |
| 4 maja 1967          | Lunar Orbiter 4         | NASA, LaRC           | Wejście na orbitę wokół Księżyca 8 maja 1967. Pierwszy satelita na orbicie biegunowej. Łączność utrzymywano do 17 lipca 1967. |
| 14 lipca 1967        | Surveyor 4              | NASA, JPL            | Utrata łączności przed lądowaniem na powierzchni Księżyca 17 lipca 1967 (0,4°N, 1,33°W – Sinus Medii). Prawdopodobnie eksplozja silnika hamującego. |
| 19 lipca 1967        | Explorer 35             | NASA, GSFC           | Wejście na orbitę wokół Księżyca 22 lipca 1967. Badania przestrzeni międzyplanetarnej z orbity wokółksiężycowej. Łączność utrzymywano do 24 czerwca 1973. |
| 1 sierpnia 1967      | Lunar Orbiter 5         | NASA, LaRC           | Wejście na orbitę biegunową wokół Księżyca 5 sierpnia 1967. Łączność utrzymywano do uderzenia w powierzchnię Księżyca 31 stycznia 1968. |
| 8 września 1967      | Surveyor 5              | NASA, JPL            | Lądowanie na powierzchni Księżyca 11 września 1967, 00:46:42 UT (1,4551°N, 23,1943°E – Mare Tranquillitatis). Łączność utrzymywano do 17 grudnia 1967. |
| 27 września 1967     | [7K-Ł1 No. 4Ł] (Zond)   | CKBEM                | Planowany oblot Księżyca i powrót na Ziemię. Awaria rakiety nośnej podczas startu. |
| 7 listopada 1967     | Surveyor 6              | NASA, JPL            | Lądowanie na powierzchni Księżyca 10 listopada 1967, 01:01:04 UT (0,4742°N, 1,4275°W – Sinus Medii). Łączność utrzymywano do 14 grudnia 1967. |
| 22 listopada 1967    | [7K-Ł1 No. 5Ł] (Zond)   | CKBEM                | Planowany oblot Księżyca i powrót na Ziemię. Awaria rakiety nośnej podczas startu. |
| 7 stycznia 1968      | Surveyor 7              | NASA, JPL            | Lądowanie na powierzchni Księżyca 10 stycznia 1968, 01:05:36 UT (40,9812°S, 11,5127°W – okolice krateru Tycho). Łączność utrzymywano do 21 lutego 1968. |
| 7 lutego 1968        | [Je-6ŁS No. 112] (Łuna) | Ławoczkin            | Planowany sztuczny satelita Księżyca. Awaria rakiety nośnej podczas startu. |
| 7 kwietnia 1968      | Łuna 14                 | Ławoczkin            | Wejście na orbitę wokół Księżyca 10 kwietnia 1968. Testy systemów łączności na potrzeby załogowego programu księżycowego N1-Ł3. Łączność utrzymywano do 24 czerwca 1968. |
| 22 kwietnia 1968     | [7K-Ł1 No. 7Ł] (Zond)   | CKBEM                | Planowany oblot Księżyca i powrót na Ziemię. Awaria rakiety nośnej podczas startu. |
| –                    | [7K-Ł1 No. 8Ł] (Zond)   | CKBEM                | Planowany oblot Księżyca i powrót na Ziemię. Eksplozja zbiornika górnego stopnia rakiety nośnej na wyrzutni podczas przygotowań przedstartowych 14 lipca 1968. Zginęła jedna osoba, przynajmniej jedna ciężko ranna. |
| 14 września 1968     | Zond 5                  | CKBEM                | Oblot Księżyca 18 września 1968 i powrót na Ziemię 21 września 1968. Wodowanie na Oceanie Indyjskim. |
| 10 listopada 1968    | Zond 6                  | CKBEM                | Oblot Księżyca 14 listopada 1968 i powrót na Ziemię 17 listopada 1968. Lądowanie w Kazachstanie. Kapsuła rozbiła się podczas lądowania. |
| 21 grudnia 1968      | Apollo 8                | NASA                 | Pierwszy lot załogowy w kierunku Księżyca. Wejście na orbitę i wykonanie 10 okrążeń wokół Księżyca 24 grudnia 1968. Powrót na Ziemię 27 grudnia 1968. Załoga: Frank F. Borman II, James A. Lovell Jr. i William A. Anders. |
| 20 stycznia 1969     | [7K-Ł1 No. 13Ł] (Zond)  | CKBEM                | Planowany oblot Księżyca i powrót na Ziemię. Awaria rakiety nośnej podczas startu. |
| 19 lutego 1969       | [Je-8 No. 201] (Łuna)   | Ławoczkin            | Planowane lądowanie z łazikiem 8JeŁ No. 201 (Łunochod) na powierzchni Księżyca. Awaria rakiety nośnej podczas startu. |
| 21 lutego 1969       | [7K-Ł1S (No. 3?)]       | CKBEM                | Pierwsza próba startu rakiety N1 ze statkiem typu 7K-Ł1S. Planowany sztuczny satelita Księżyca i powrót na Ziemię. Awaria rakiety nośnej podczas startu. |
| 18 maja 1969         | Apollo 10               | NASA                 | Wejście na orbitę wokół Księżyca 21 maja 1969. Wypróbowanie wszystkich manewrów misji Apollo 11 poza lądowaniem. 22 maja 1969 zbliżenie lądownika LM-4 Snoopy na wysokość 14,4 km od powierzchni Księżyca. Powrót na Ziemię 26 maja 1969. Załoga: Thomas P. Stafford, John W. Young i Eugene A. Cernan. |
| 14 czerwca 1969      | [Je-8-5 No. 402] (Łuna) | Ławoczkin            | Planowane sprowadzenie próbek gruntu księżycowego na Ziemię. Awaria rakiety nośnej podczas startu. |
| 3 lipca 1969         | [7K-Ł1S (No. 5?)]       | CKBEM                | Próba startu rakiety N1 ze statkiem typu 7K-Ł1S. Planowany sztuczny satelita Księżyca i powrót na Ziemię. Eksplozja rakiety nośnej podczas startu. |
| 13 lipca 1969        | Łuna 15                 | Ławoczkin            | Planowane sprowadzenie próbek gruntu księżycowego na Ziemię. Sonda rozbiła się podczas próby lądowania 21 lipca 1969, 15:50:40 UT (17°N, 60°E – Mare Crisium). |
| 16 lipca 1969        | Apollo 11               | NASA                 | Pierwsze lądowanie ludzi na Księżycu (w LM-5 Eagle) 20 lipca 1969, 20:17:39 UT (0,67416°N, 23,47314°E – Mare Tranquillitatis). Jedno wyjście na powierzchnię. Czas pobytu na Księżycu: 21 h 36 min 20,9 s. Masa zebranych próbek: 21,55 kg. Powrót na Ziemię 24 lipca 1969. Załoga: Neil A. Armstrong, Michael Collins, Edwin E. Aldrin Jr. Zestaw instrumentów EASEP funkcjonował na powierzchni Księżyca do 27 sierpnia 1969.                          |
| 7 sierpnia 1969      | Zond 7                  | CKBEM                | Oblot Księżyca 11 sierpnia 1969 i powrót na Ziemię 14 sierpnia 1969. Lądowanie w Kazachstanie. |
| 23 września 1969     | Kosmos 300 (Łuna)       | Ławoczkin            | Planowane sprowadzenie próbek gruntu księżycowego na Ziemię. Awaria górnego stopnia rakiety. Sonda pozostała na orbicie okołoziemskiej. |
| 22 października 1969 | Kosmos 305 (Łuna)       | Ławoczkin            | Planowane sprowadzenie próbek gruntu księżycowego na Ziemię. Awaria górnego stopnia rakiety. Sonda pozostała na orbicie okołoziemskiej. |
| 14 listopada 1969    | Apollo 12               | NASA                 | Lądowanie załogi na Księżycu (w LM-6 Intrepid) 19 listopada 1969, 06:54:36 UT (3,0128°S, 23,4219°W – Oceanus Procellarum, w pobliżu sondy Surveyor 3). Dwa wyjścia na powierzchnię. Czas pobytu na Księżycu: 1 d 7 h 31 min. Masa zebranych próbek: 34,35 kg. Powrót na Ziemię 24 listopada 1969. Załoga: Charles Conrad Jr., Richard F. Gordon Jr., Alan L. Bean. Zestaw instrumentów ALSEP A funkcjonował na powierzchni Księżyca do 30 września 1977. |
| 6 lutego 1970        | [Je-8-5 No. 405] (Łuna) | Ławoczkin            | Planowane sprowadzenie próbek gruntu księżycowego na Ziemię. Awaria rakiety nośnej podczas startu. |
| 11 kwietnia 1970     | Apollo 13               | NASA                 | Planowane lądowanie załogi na Księżycu. Z powodu awarii wykonano jedynie oblot Księżyca w dniu 15 kwietnia 1970. Powrót na Ziemię 17 kwietnia 1970. Załoga: James A. Lovell Jr., John L. Swigert Jr., Fred W. Haise Jr. |
| 12 września 1970     | Łuna 16                 | Ławoczkin            | Lądowanie na powierzchni Księżyca 20 września 1970, 05:17:49 UT (0,5137°S, 56,3638°E – Mare Fecunditatis). Pobranie próbki gruntu o masie 101 g. Powrót na Ziemię 24 września 1970. |
| 20 października 1970 | Zond 8                  | CKBEM                | Oblot Księżyca 24 października 1970 i powrót na Ziemię 27 października 1970. Wodowanie na Oceanie Indyjskim. |
| 10 listopada 1970    | Łuna 17                 | Ławoczkin            | Lądowanie z łazikiem Łunochod 1 na powierzchni Księżyca 17 listopada 1970, 03:46:50 UT (38,23764°N, 35,00163°W – Mare Imbrium). Łączność utrzymywano do 14 września 1971. Łazik przebył dystans 9,93 km. |

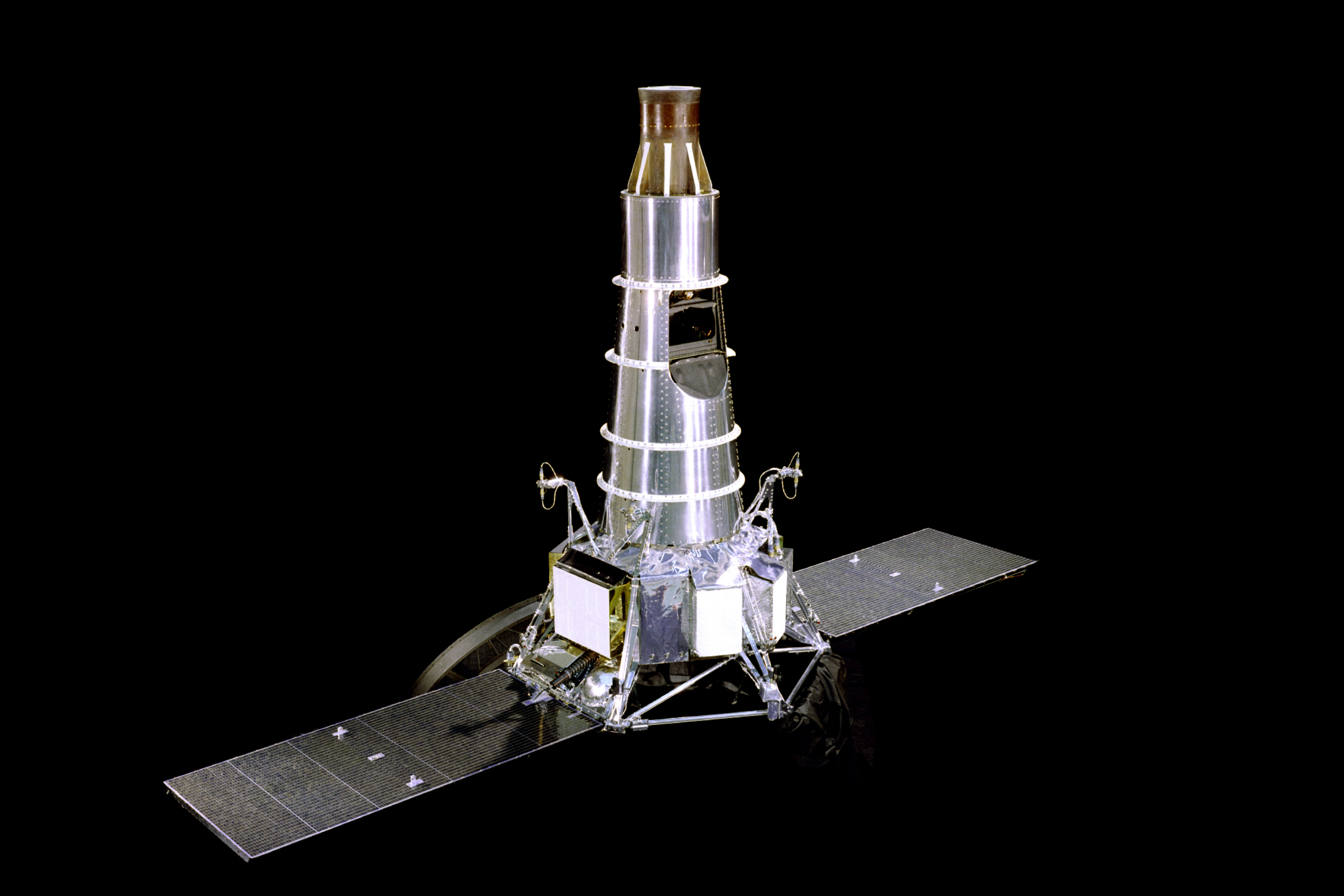
Sondy Ranger 6–9
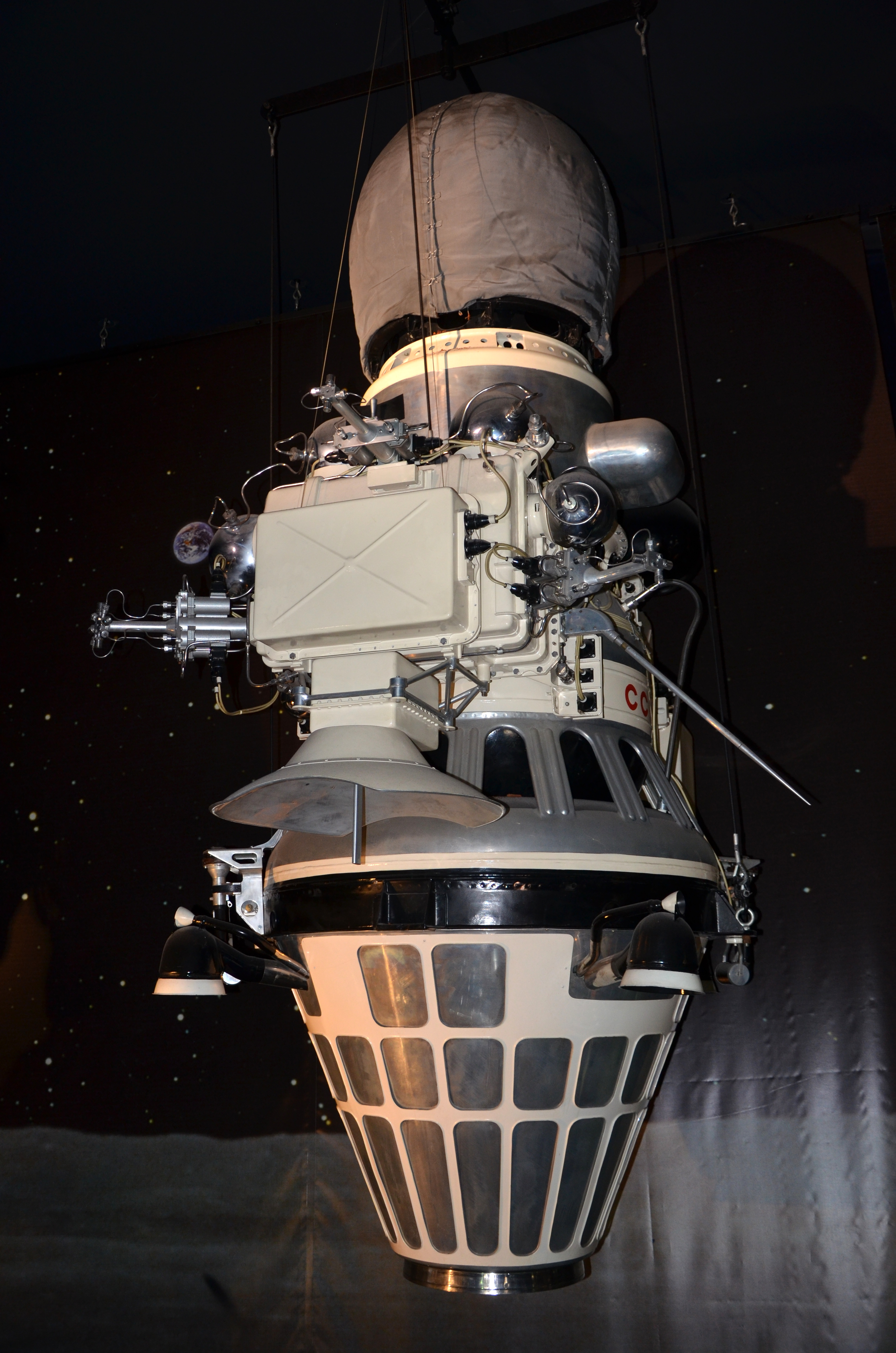
Łuna 9
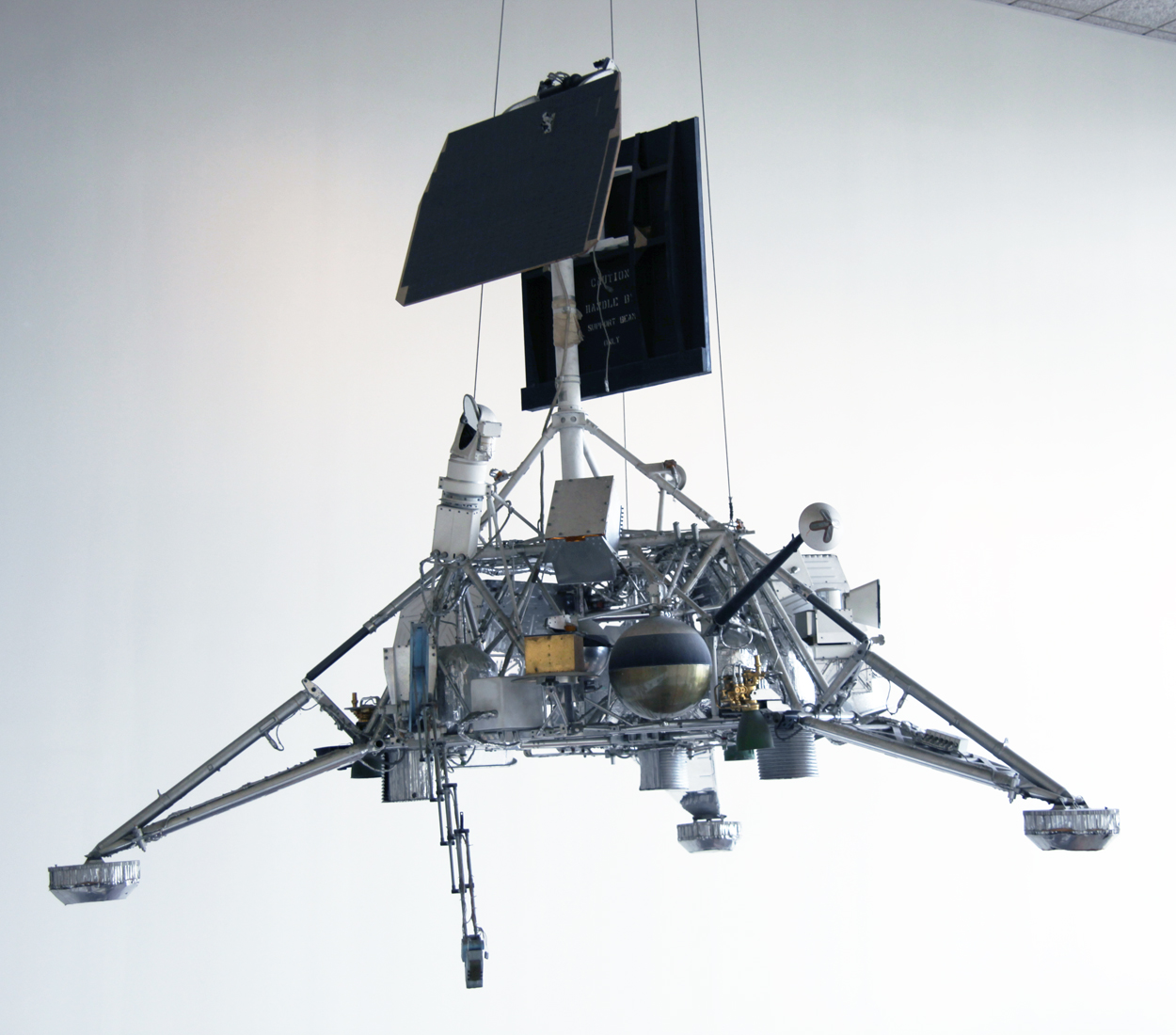
Sonda Surveyor
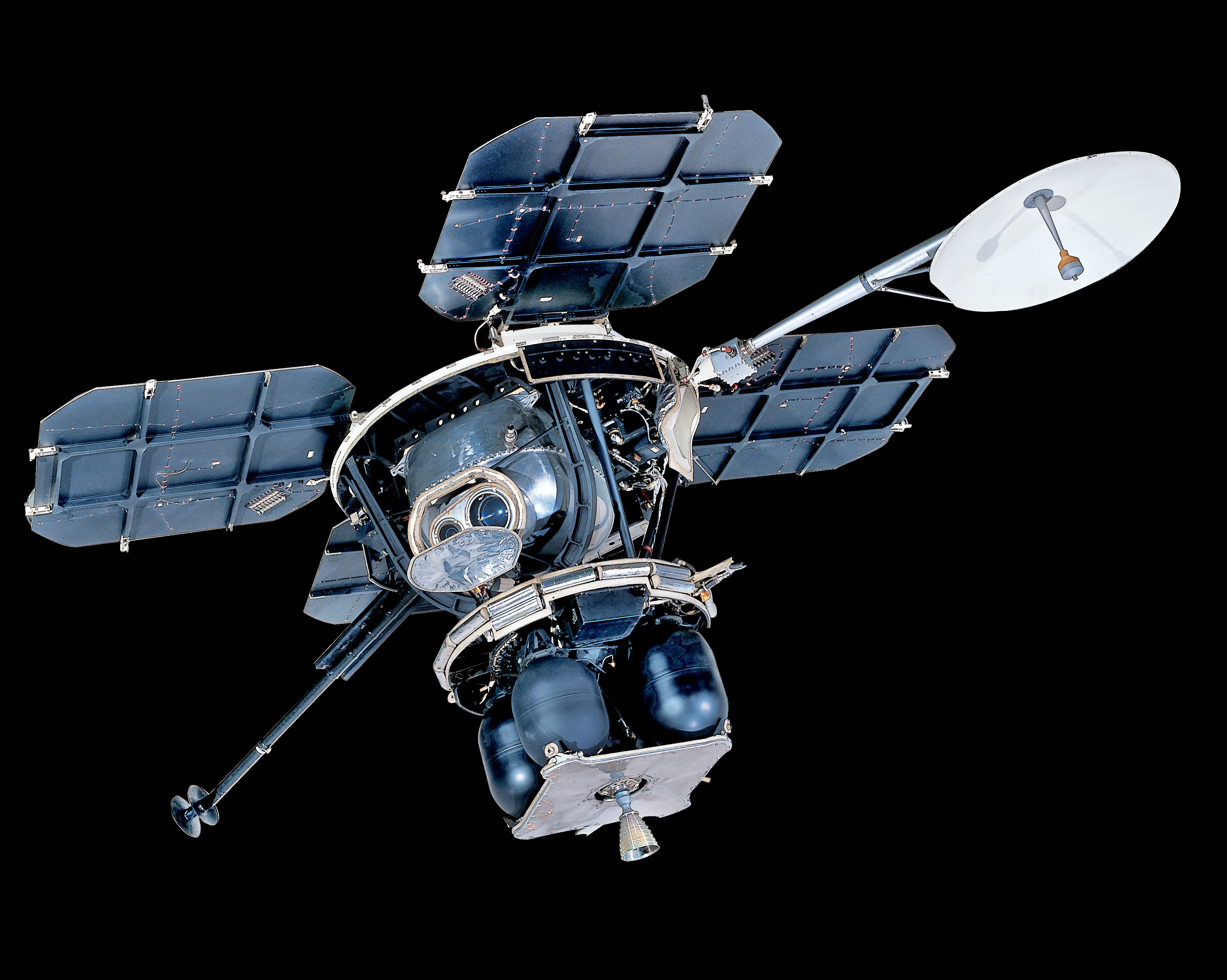
Lunar Orbiter
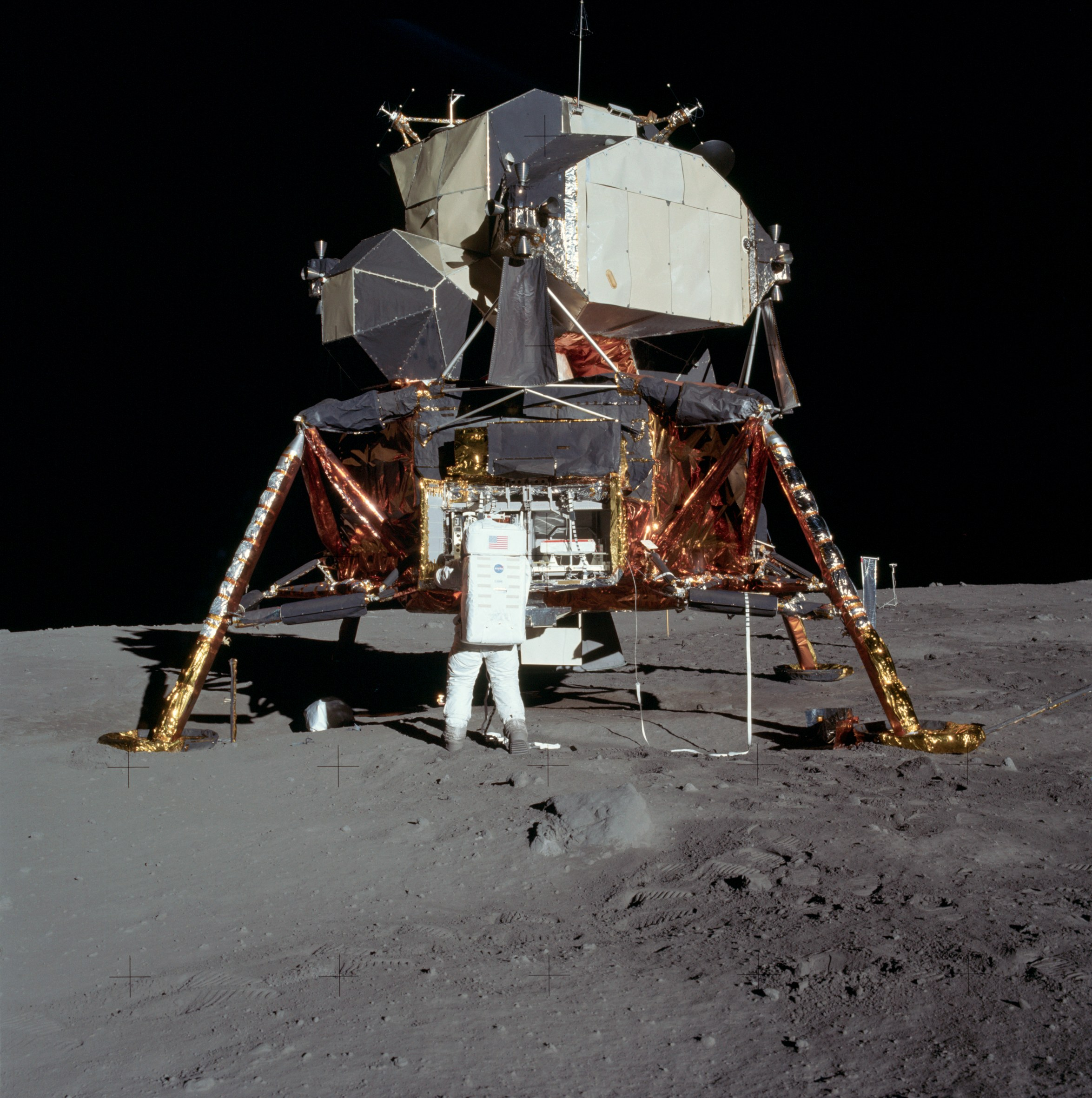
Misja Apollo 11. Lądownik LM-5 Eagle
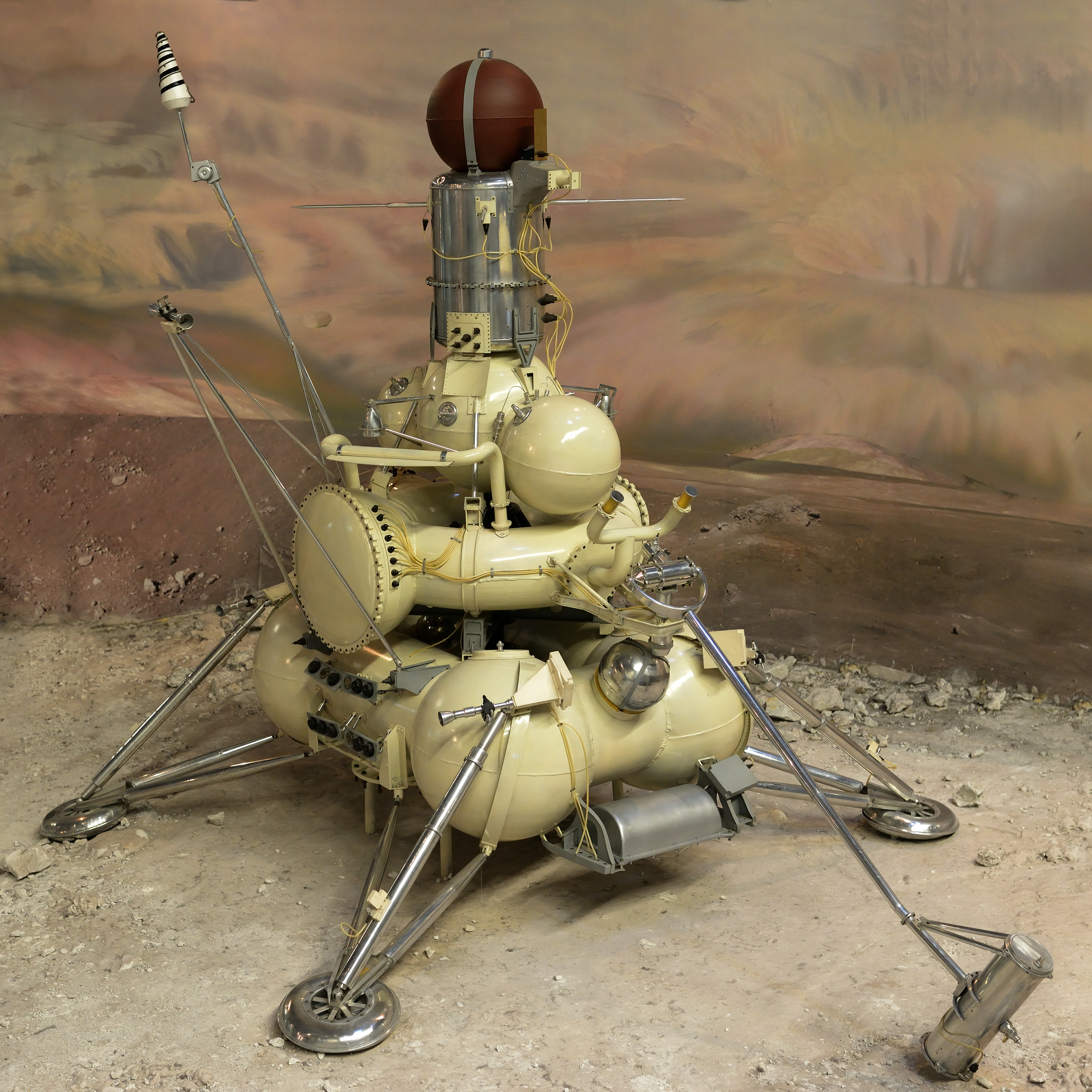
Łuna 16

## 1971–1980
| Data startu          | Nazwa misji                                 | Państwo. Organizacja | Opis i uwagi |
| -------------------- | ------------------------------------------- | -------------------- | --- |
| 31 stycznia 1971     | Apollo 14                                   | NASA                 | Lądowanie załogi na Księżycu (w LM-8 Antares) 5 lutego 1971, 09:18:13 UT (3,64589°S, 17,47194°W – okolice krateru Fra Mauro). Dwa wyjścia na powierzchnię. Czas pobytu na Księżycu: 1 d 9 h 30 min. Masa zebranych próbek: 42,28 kg. Powrót na Ziemię 9 lutego 1971. Załoga: Alan B. Shepard Jr., Stuart A. Roosa, Edgar D. Mitchell. Zestaw instrumentów ALSEP C funkcjonował na powierzchni Księżyca do 30 września 1977. |
| 26 lipca 1971        | Apollo 15                                   | NASA                 | Lądowanie załogi na Księżycu (w LM-10 Falcon) 30 lipca 1971, 22:16:29 UT (26,13239°N, 3,63330°E – szczelina Hadleya, podnóże Apeninów). Trzy wyjścia na powierzchnię. Do poruszania się po powierzchni wykorzystano pojazd LRV-1, całkowity przebyty dystans 27,9 km. Czas pobytu na Księżycu: 2 d 18 h 54 min. Masa zebranych próbek: 77,31 kg. Powrót na Ziemię 7 sierpnia 1971. Załoga: David R. Scott, Alfred M. Worden, James B. Irwin. Zestaw instrumentów ALSEP A-2 funkcjonował na powierzchni Księżyca do 30 września 1977.                                            |
| 26 lipca 1971        | Apollo 15 Particles and Fields Subsatellite | NASA, MSC            | Sztuczny satelita umieszczony 4 sierpnia 1971 na orbicie wokół Księżyca z pokładu statku Apollo 15. Łączność utrzymywano do 22 stycznia 1973. |
| 2 września 1971      | Łuna 18                                     | Ławoczkin            | Planowane sprowadzenie próbek gruntu księżycowego na Ziemię. Sonda rozbiła się podczas próby lądowania 11 września 1971, 07:47:16 UT (3,57°N, 56,50°E – Mare Fecunditatis). |
| 28 września 1971     | Łuna 19                                     | Ławoczkin            | Wejście na orbitę wokół Księżyca 2 października 1971. Łączność utrzymywano do 1 listopada 1972. |
| 14 lutego 1972       | Łuna 20                                     | Ławoczkin            | Lądowanie na powierzchni Księżyca 21 lutego 1972, 19:19:09 UT (3,7863°N, 56,6242°E – Mare Fecunditatis). Pobranie próbki gruntu o masie 55 g. Powrót na Ziemię 25 lutego 1972. |
| 16 kwietnia 1972     | Apollo 16                                   | NASA                 | Lądowanie załogi na Księżycu (w LM-11 Orion) 21 kwietnia 1972, 02:23:35 UT (8,9734°S, 15,5011°E – wyżyna Descartes). Trzy wyjścia na powierzchnię. Wykorzystano pojazd LRV-2, całkowity przebyty dystans 26,9 km. Czas pobytu na Księżycu: 2 d 23 h 2 min. Masa zebranych próbek: 95,71 kg. Powrót na Ziemię 27 kwietnia 1972. Załoga: John W. Young, Thomas K. Mattingly II, Charles M. Duke Jr. Zestaw instrumentów ALSEP D funkcjonował na powierzchni Księżyca do 30 września 1977.                                                                                         |
| 16 kwietnia 1972     | Apollo 16 Particles and Fields Subsatellite | NASA, MSC            | Sztuczny satelita umieszczony 24 kwietnia 1972 na orbicie wokół Księżyca z pokładu statku Apollo 16. Łączność utrzymywano do uderzenia w powierzchnię Księżyca 29 maja 1972. |
| 23 listopada 1972    | [7K-ŁOK No. 6A]                             | CKBEM                | Próba startu rakiety N1 ze statkiem typu 7K-ŁOK. Planowany sztuczny satelita Księżyca i powrót na Ziemię. Eksplozja rakiety nośnej podczas startu. |
| 7 grudnia 1972       | Apollo 17                                   | NASA                 | Lądowanie załogi na Księżycu (w LM-12 Challenger) 11 grudnia 1972, 19:54:58 UTC (20,1911°N, 30,7723°E – okolica gór Taurus i krateru Littrow). Trzy wyjścia na powierzchnię. Wykorzystano pojazd LRV-3, całkowity przebyty dystans 35,7 km. Czas pobytu na Księżycu: 3 d 2 h 59 min. Masa zebranych próbek: 110,52 kg. Powrót na Ziemię 19 grudnia 1972. Załoga: Eugene A. Cernan, Ronald E. Evans, Harrison H. Schmitt. Zakończenie amerykańskiego programu załogowych lotów na Księżyc. Zestaw instrumentów ALSEP E funkcjonował na powierzchni Księżyca do 30 września 1977. |
| 8 stycznia 1973      | Łuna 21                                     | Ławoczkin            | Lądowanie z łazikiem Łunochod 2 na powierzchni Księżyca 15 stycznia 1973, 22:35 UT (25,9994°N, 30,4076°E – krater Le Monnier). Łączność utrzymywano do 10 maja 1973. Łazik przebył dystans 39,16 km. |
| 10 czerwca 1973      | Explorer 49                                 | NASA, GSFC           | Wejście na orbitę wokół Księżyca 15 czerwca 1973. Przeprowadzenie obserwacji radioastronomicznych. Łączność utrzymywano do sierpnia 1977. |
| 3 listopada 1973     | Mariner 10                                  | NASA, JPL            | Sonda międzyplanetarna. Podczas przelotu po starcie wykonanie fotografii powierzchni Księżyca, w tym słabo poznanych okolic północnego bieguna. |
| 29 maja 1974         | Łuna 22                                     | Ławoczkin            | Wejście na orbitę wokół Księżyca 2 czerwca 1974. Łączność utrzymywano do listopada 1975 roku. |
| 28 października 1974 | Łuna 23                                     | Ławoczkin            | Planowane sprowadzenie próbek gruntu księżycowego na Ziemię. Uszkodzenie sondy podczas lądowania 6 listopada 1974, 05:37 UT (12,6667°N, 62,1511°E – Mare Crisium). Łączność utrzymywano do 9 listopada 1974. |
| 16 października 1975 | [Je-8-5M No. 412] (Łuna)                    | Ławoczkin            | Planowane sprowadzenie próbek gruntu księżycowego na Ziemię. Awaria rakiety nośnej podczas startu. |
| 9 sierpnia 1976      | Łuna 24                                     | Ławoczkin            | Lądowanie na powierzchni Księżyca 18 sierpnia 1976, 06:36 UT (12,7142°N, 62,2129°E – Mare Crisium). Pobranie próbki gruntu o masie 170,1 g. Powrót na Ziemię 22 sierpnia 1976. Zakończenie radzieckiego programu lotów księżycowych. |
| 12 sierpnia 1978     | ISEE-3                                      | NASA, GSFC           | W okresie marzec – grudzień 1983 pięciokrotne przeloty w pobliżu Księżyca w celu skierowania sondy do komety 21P/Giacobini-Zinner. Największe zbliżenie do Księżyca 22 grudnia 1983, na odległość 119,4 km. |

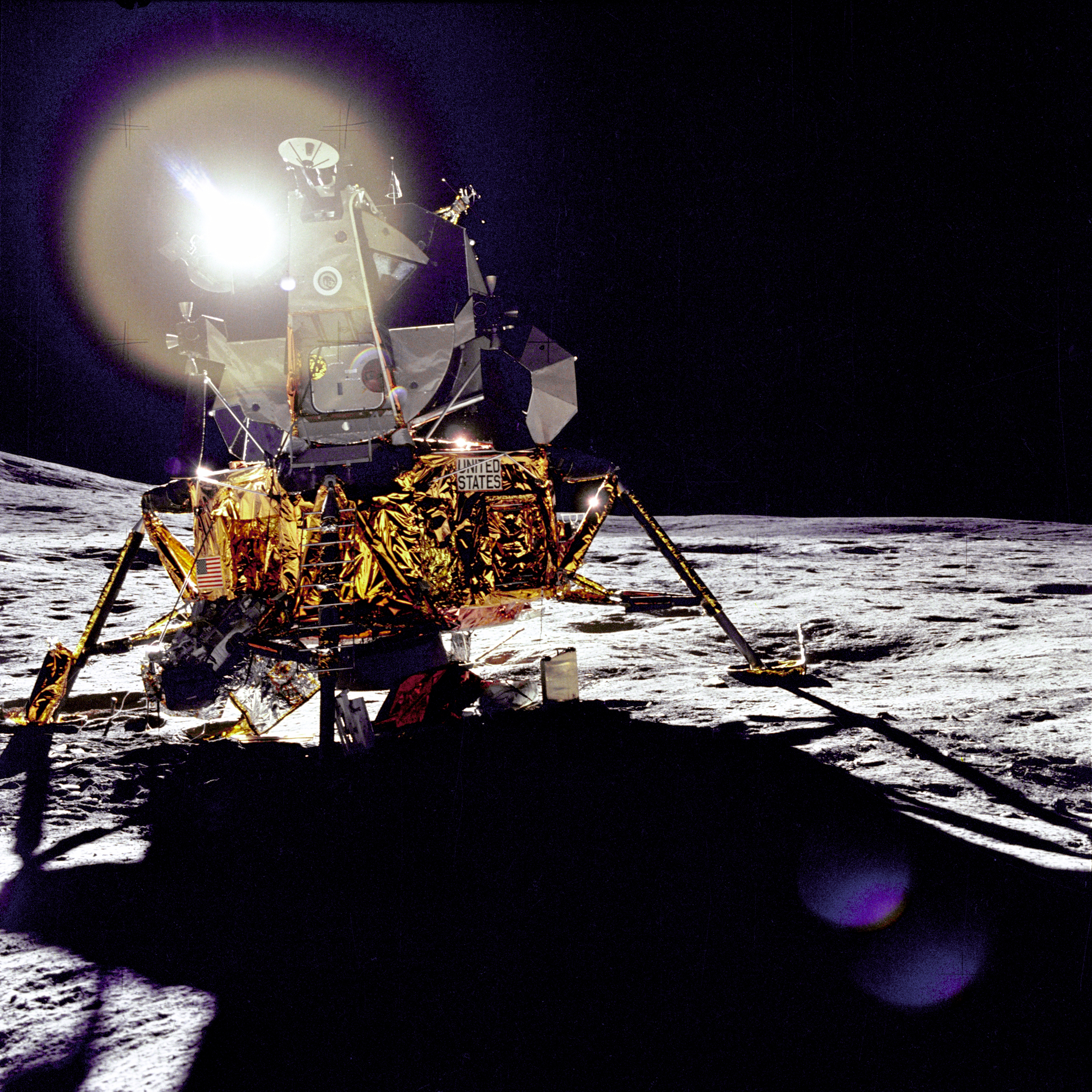
Misja Apollo 14. Lądownik LM-8 Antares
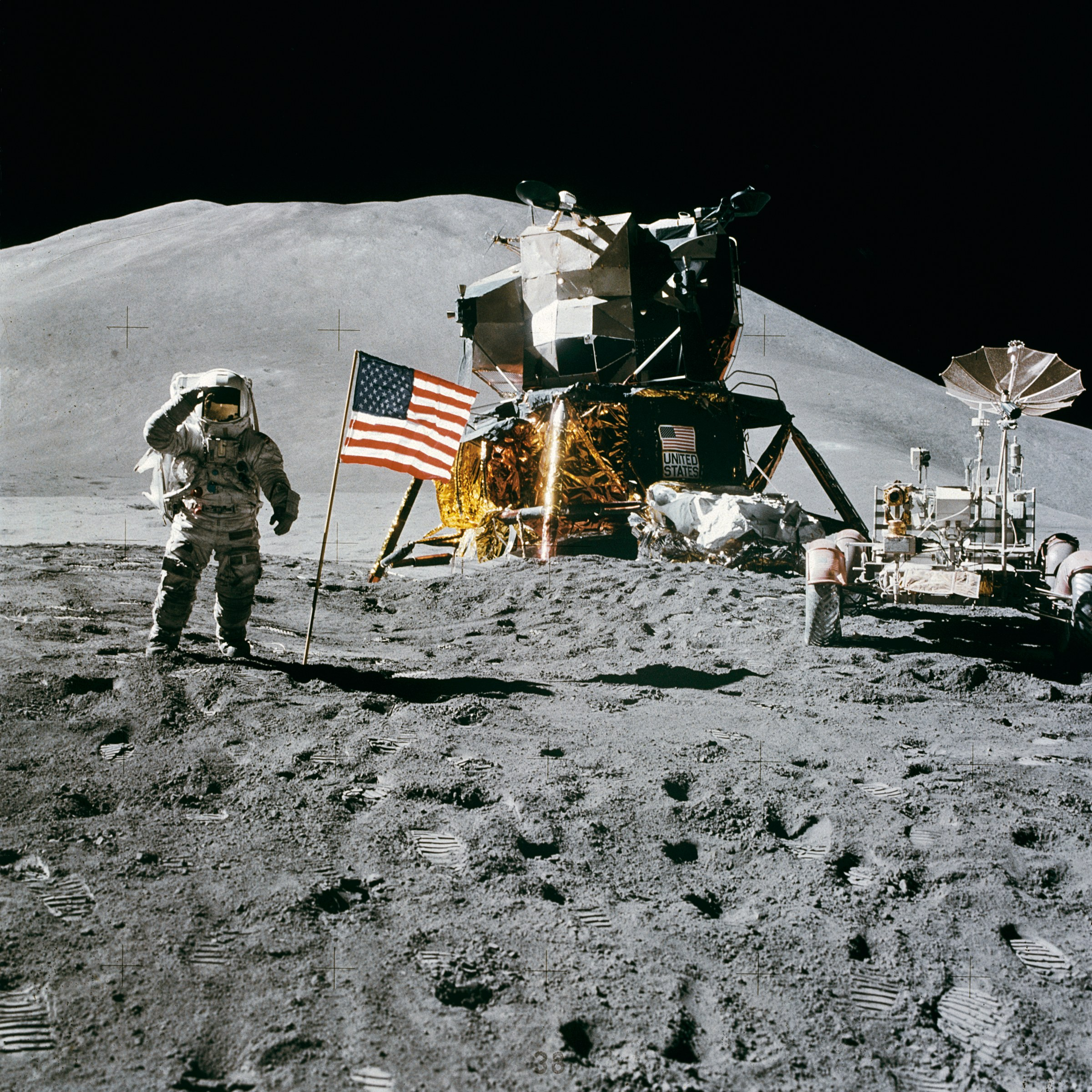
Misja Apollo 15. Astronauta James B. Irwin, lądownik LM-10 Falcon i pojazd LRV
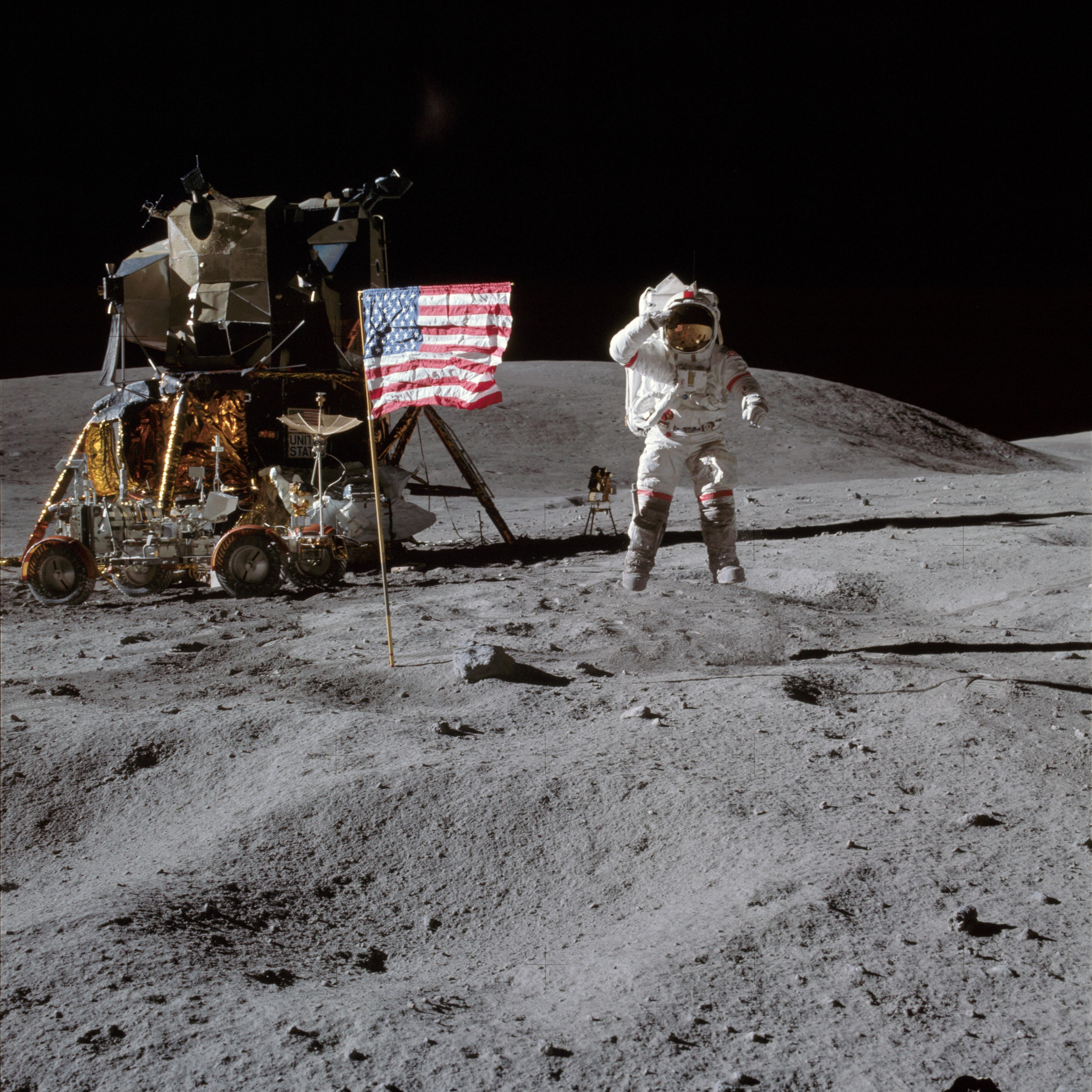
Misja Apollo 16. Astronauta John W. Young i lądownik LM-11 Orion
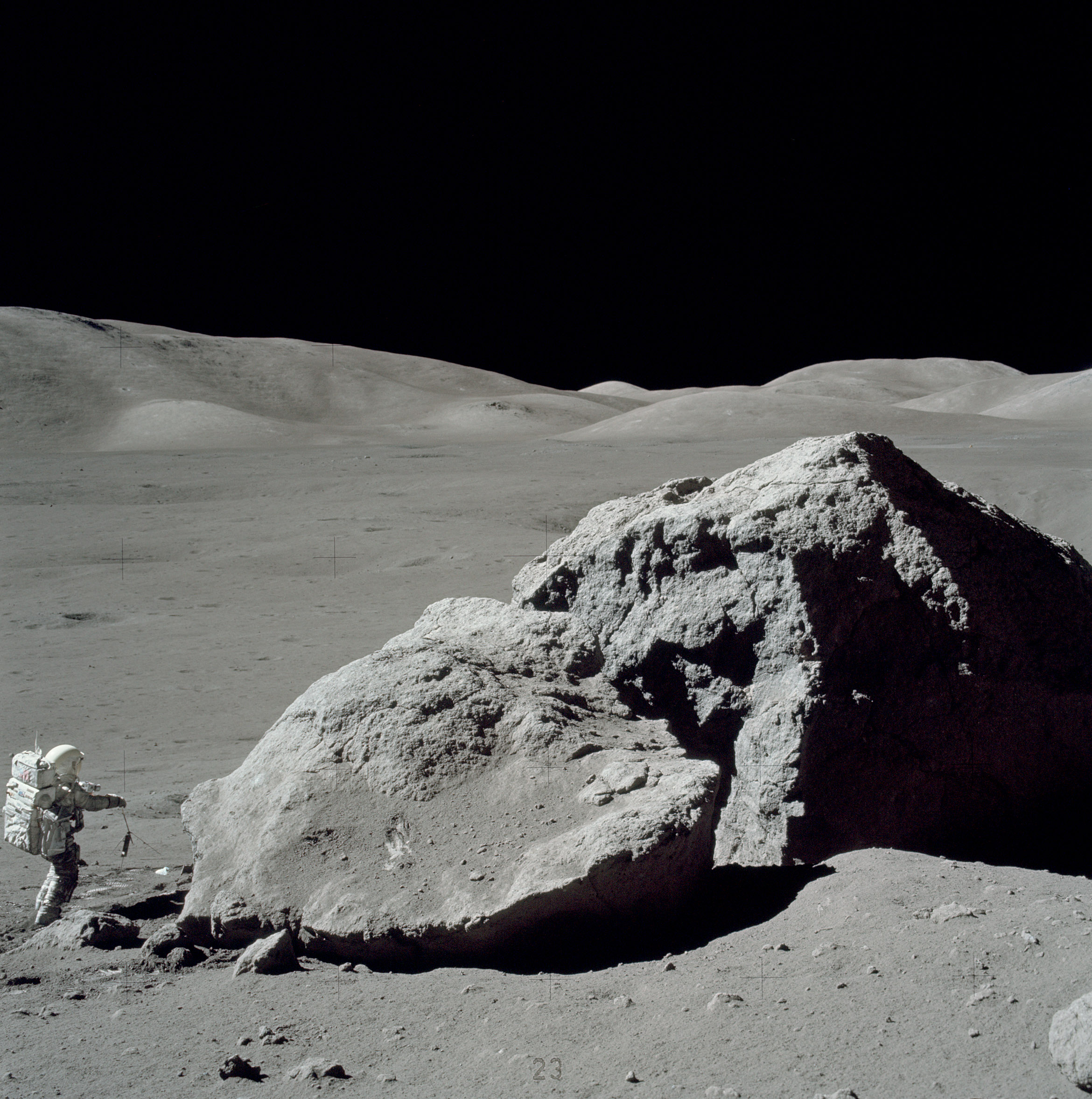
Misja Apollo 17. Astronauta Harrison H. Schmitt
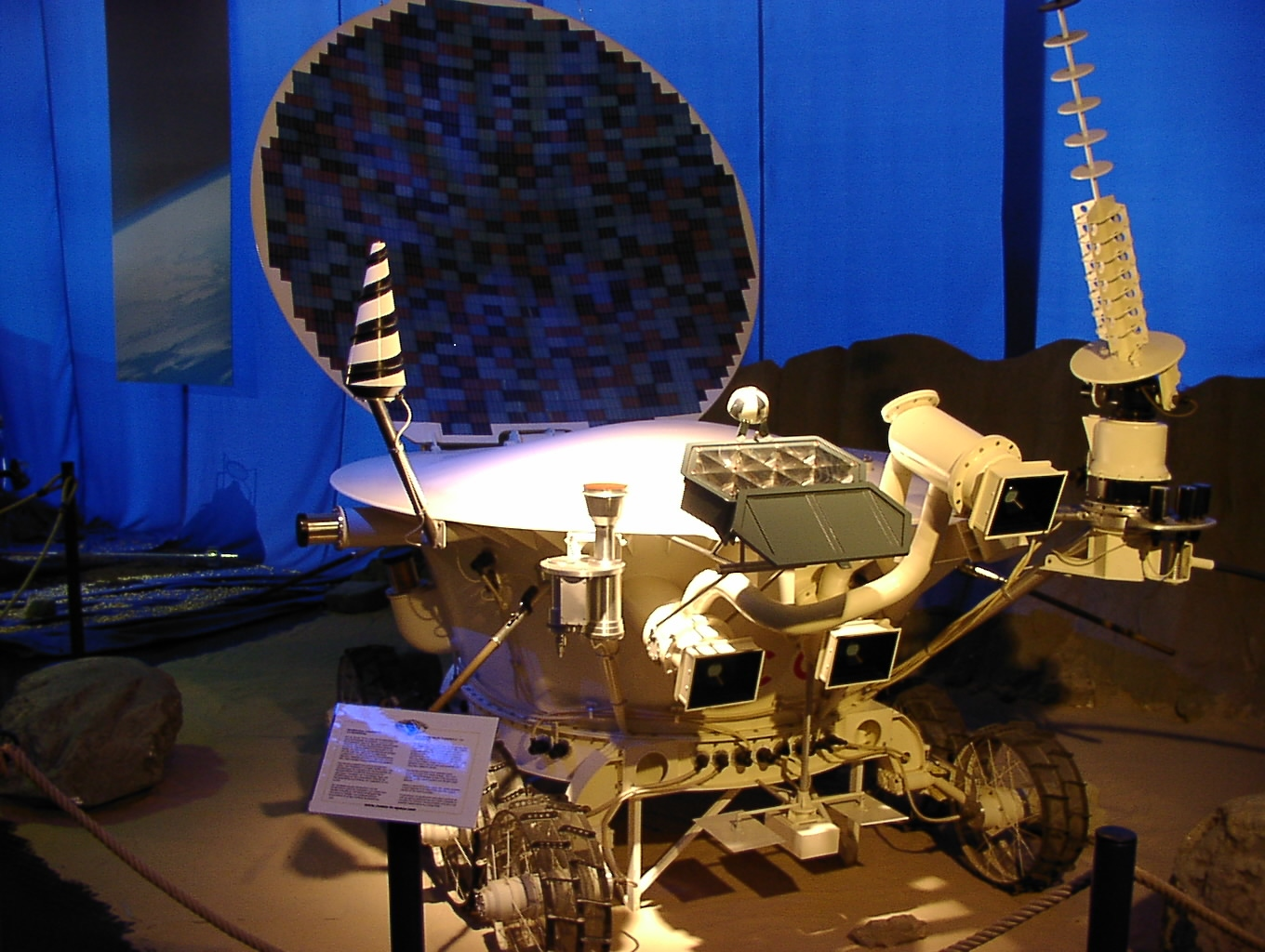
Łazik Łunochod 2
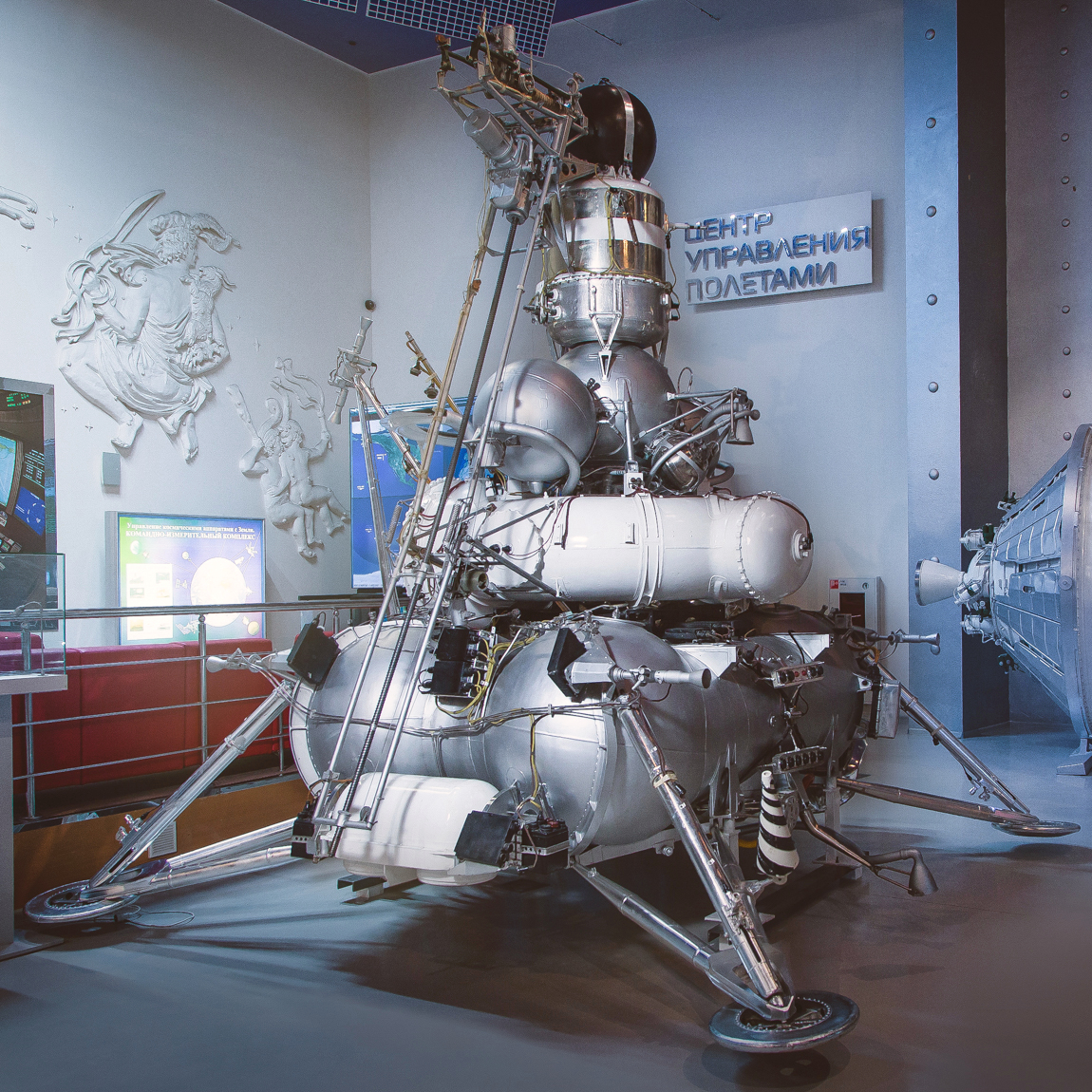
Łuna 24

## 1981–1990
| Data startu          | Nazwa misji      | Państwo. Organizacja | Opis i uwagi |
| -------------------- | ---------------- | -------------------- | --- |
| 18 października 1989 | Galileo          | NASA, JPL            | Sonda międzyplanetarna. Wykonanie obserwacji multispektralnych Księżyca podczas przelotów w pobliżu Ziemi w grudniu 1990 i w grudniu 1992 roku.                                                                        |
| 24 stycznia 1990     | Hiten / Hagoromo | ISAS                 | Umieszczenie subsatelity Hagoromo na orbicie wokółksiężycowej 18 marca 1990. 10-krotnie przeloty w pobliżu Księżyca. Wejście na orbitę wokół Księżyca 15 lutego 1992 i uderzenie w jego powierzchnię 10 kwietnia 1993. |

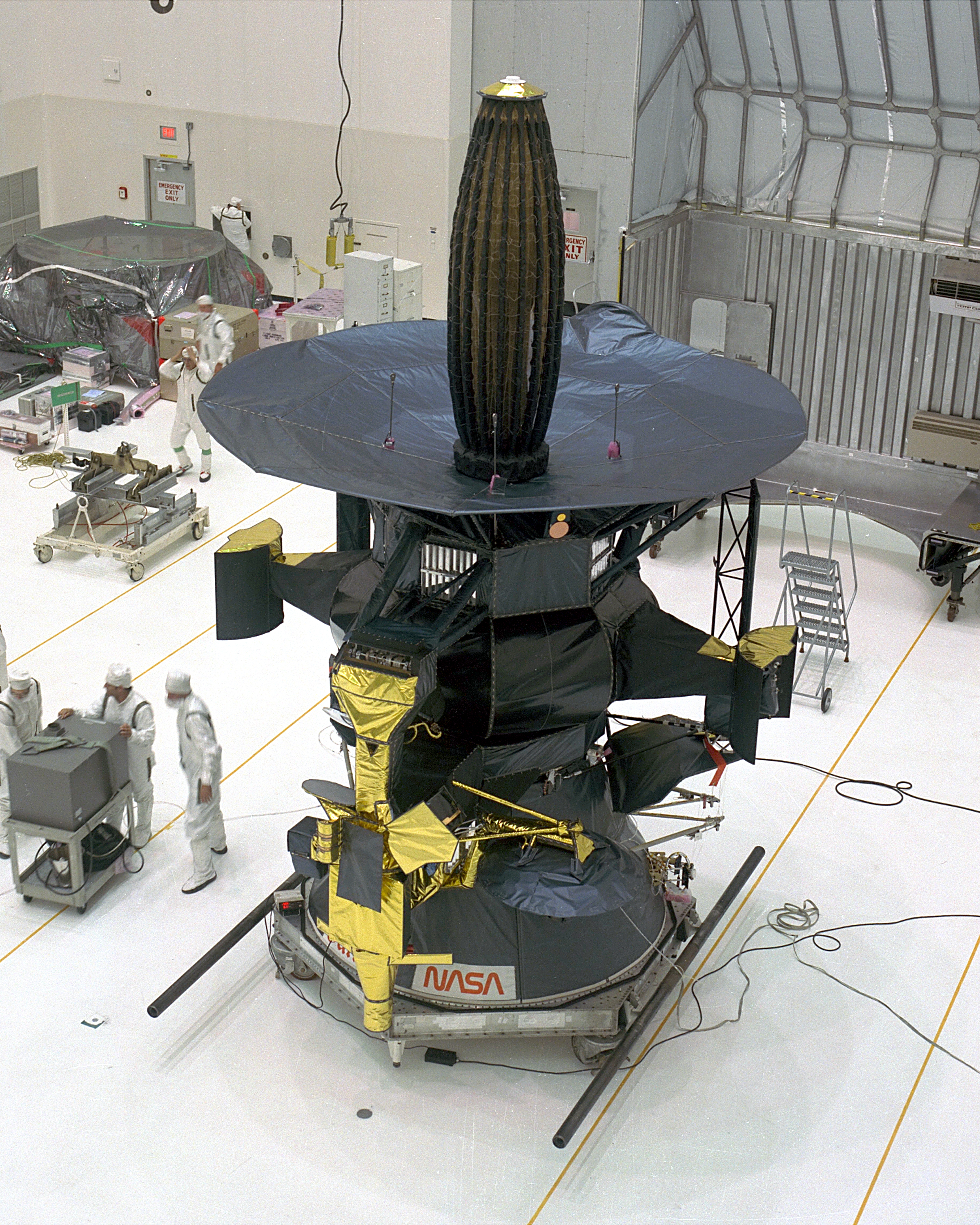
Galileo
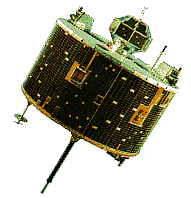
Hiten

## 1991–2000
| Data startu      | Nazwa misji      | Państwo. Organizacja   | Opis i uwagi |
| ---------------- | ---------------- | ---------------------- | --- |
| 24 lipca 1992    | Geotail          | ISAS NASA              | Sztuczny satelita na orbicie okołoziemskiej o wysokim apogeum. Badania magnetosfery ziemskiej. 14-krotnie przeloty w pobliżu Księżyca w celu korekcji orbity, od 8 września 1992 do 25 października 1994.       |
| 25 stycznia 1994 | Clementine       | BMDO, NASA             | Wejście na orbitę biegunową wokół Księżyca 19 lutego 1994. Wykonanie obserwacji powierzchni Księżyca. Opuszczenie orbity 4 maja 1994 w celu lotu do planetoidy (1620) Geographos.                               |
| 1 listopada 1994 | Wind             | NASA, GSFC             | Sonda kosmiczna badająca wiatr słoneczny i przestrzeń międzyplanetarną. Wielokrotne przeloty w pobliżu Księżyca w celu korekcji orbity, od grudnia 1994 do listopada 2002 roku.                                 |
| 24 grudnia 1997  | HGS-1            | Hughes Global Services | Satelita telekomunikacyjny wprowadzony na nieprawidłową orbitę okołoziemską. Dwukrotne przeloty w pobliżu Księżyca 13 maja 1998 i 6 czerwca 1998 umożliwiły umieszczenie satelity na orbicie geosynchronicznej. |
| 7 stycznia 1998  | Lunar Prospector | NASA, ARC              | Wejście na orbitę biegunową wokół Księżyca 11 stycznia 1998. Wykonanie map składu powierzchni i pola grawitacyjnego Księżyca. Uderzenie w powierzchnię Księżyca 31 lipca 1999.                                  |
| 3 lipca 1998     | Nozomi           | ISAS                   | Sonda międzyplanetarna. Dwukrotne przeloty w pobliżu Księżyca w celu korekcji orbity przed lotem do Marsa. |

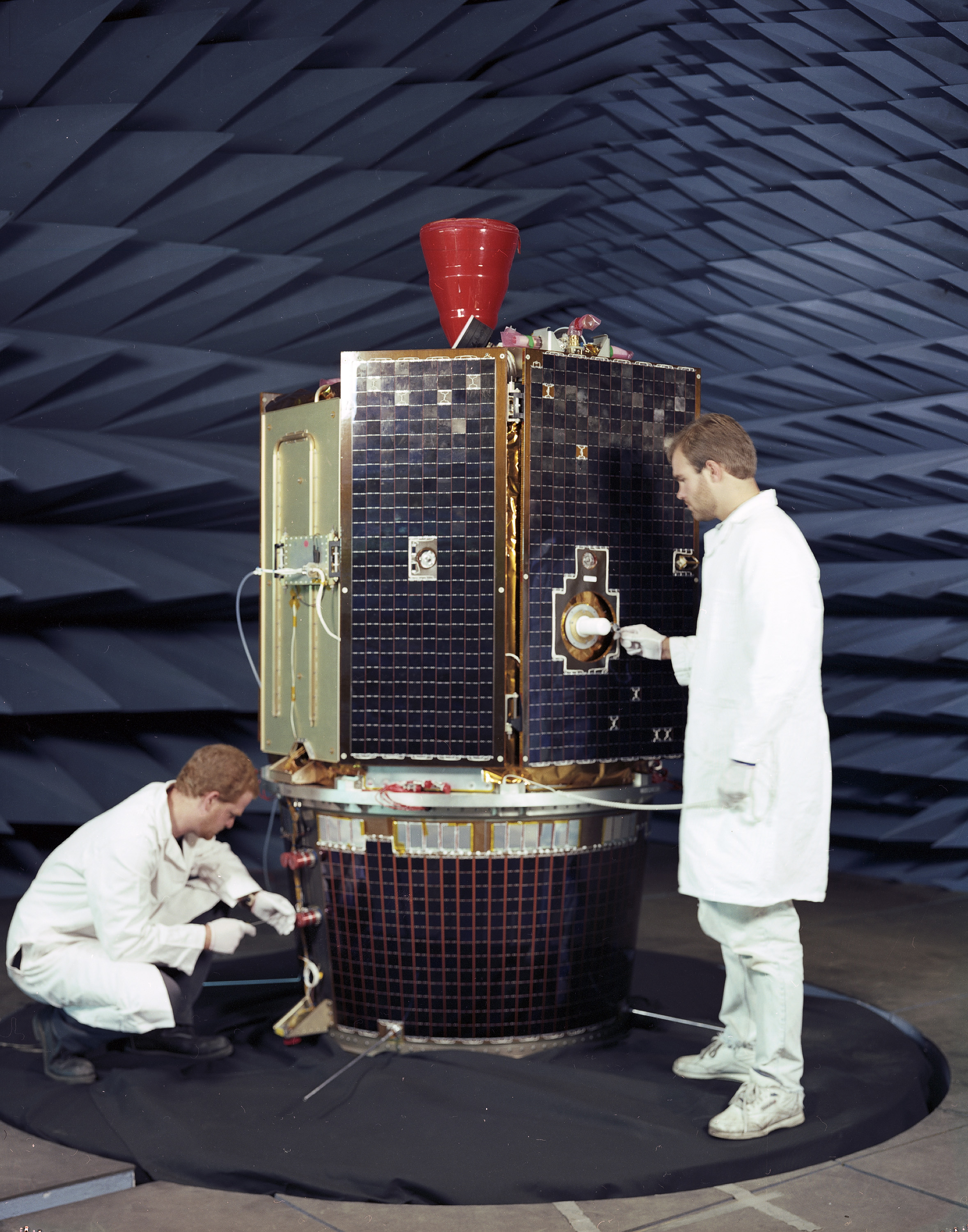
Clementine
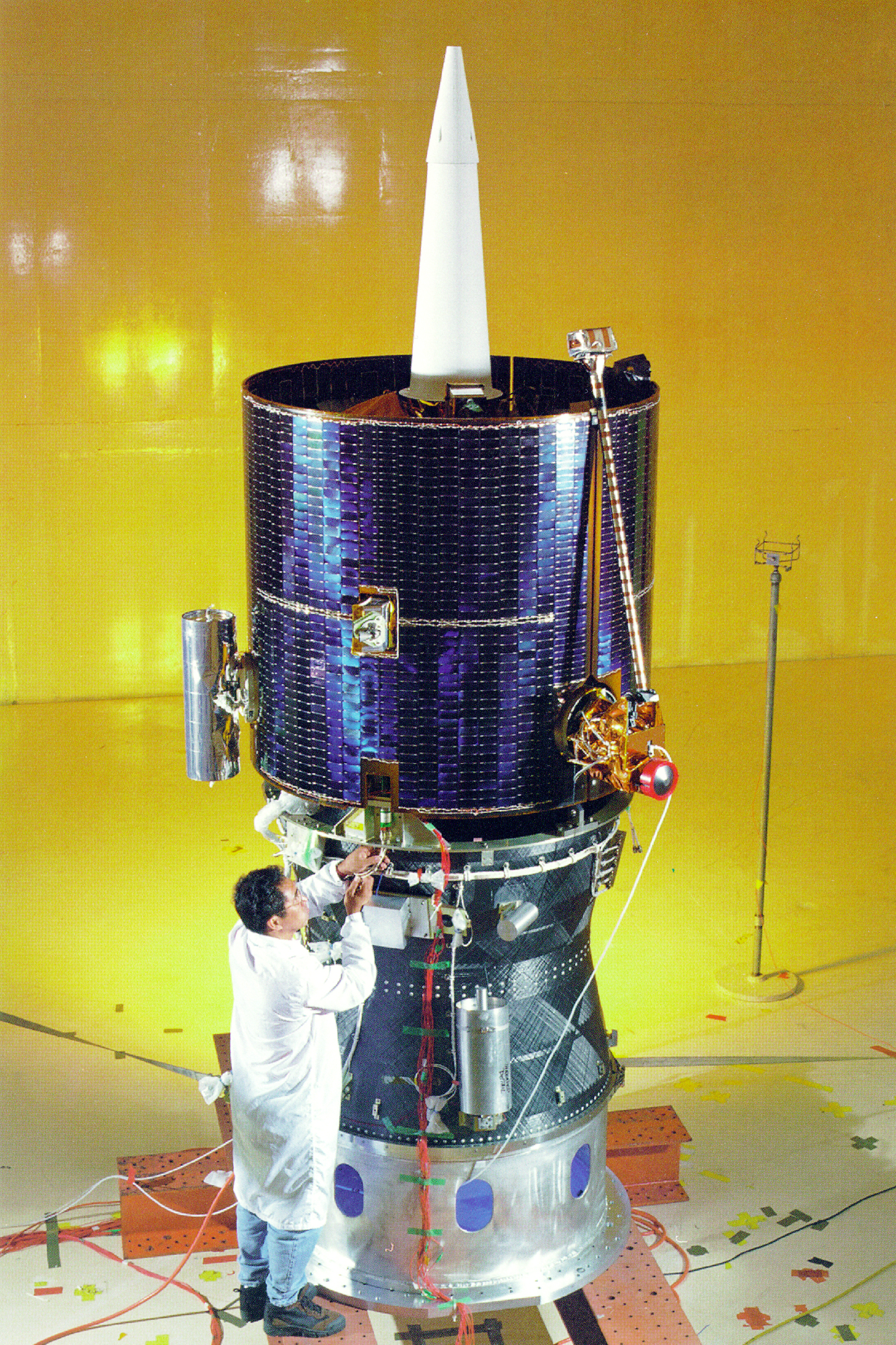
Lunar Prospector

## 2001–2010
| Data startu          | Nazwa misji                  | Państwo. Organizacja | Opis i uwagi |
| -------------------- | ---------------------------- | -------------------- | --- |
| 30 czerwca 2001      | WMAP                         | NASA, GSFC           | Satelita przeznaczony do obserwacji mikrofalowego promieniowania tła. Przelot w pobliżu Księżyca w celu korekcji orbity w drodze do punktu L2 układu Ziemia – Słońce. |
| 27 września 2003     | SMART-1                      | ESA                  | Wejście na orbitę biegunową wokół Księżyca 15 listopada 2004. Przeprowadzenie testów nowych technologii, w tym silnika jonowego oraz wykonanie map składu powierzchni Księżyca. Uderzenie w powierzchnię Księżyca 3 września 2006. |
| 26 października 2006 | STEREO A                     | NASA, GSFC, APL      | Sonda kosmiczna. Przelot w pobliżu Księżyca w celu wykonania manewru wejścia na orbitę heliocentryczną. |
| 26 października 2006 | STEREO B                     | NASA, GSFC, APL      | Sonda kosmiczna. Dwukrotne przeloty w pobliżu Księżyca w celu wykonania manewru wejścia na orbitę heliocentryczną. |
| 17 lutego 2007       | ARTEMIS P1                   | NASA, Berkeley       | Sztuczny satelita Ziemi skierowany w kierunku Księżyca. Wejście na orbitę wokół Księżyca 27 czerwca 2011. Badania przestrzeni międzyplanetarnej z orbity wokółksiężycowej. |
| 17 lutego 2007       | ARTEMIS P2                   | NASA, Berkeley       | Sztuczny satelita Ziemi skierowany w kierunku Księżyca. Wejście na orbitę wokół Księżyca 17 lipca 2011. Badania przestrzeni międzyplanetarnej z orbity wokółksiężycowej. |
| 14 września 2007     | Kaguya                       | JAXA                 | Wejście na orbitę biegunową wokół Księżyca 3 października 2007. Umieszczenie na orbicie dwóch subsatelitów. Wykonanie map topograficznych, składu powierzchni i pola grawitacyjnego Księżyca. Uderzenie w powierzchnię Księżyca 10 czerwca 2009. Okina – subsatelita. Umieszczenie na orbicie 9 października 2007. Uderzenie w powierzchnię Księżyca 12 lutego 2009. Ouna – subsatelita. Umieszczenie na orbicie 12 października 2007. Funkcjonował do 29 czerwca 2009. |
| 24 października 2007 | Chang’e 1                    | CNSA                 | Wejście na orbitę biegunową wokół Księżyca 5 listopada 2007. Wykonanie map powierzchni Księżyca. Uderzenie w powierzchnię Księżyca 1 marca 2009. |
| 22 października 2008 | Chandrayaan-1 / MIP          | ISRO                 | Wejście na orbitę biegunową wokół Księżyca 8 listopada 2008. Użycie impaktora, wykonanie map topograficznych i składu powierzchni Księżyca. Łączność utrzymywano do 28 sierpnia 2009. MIP – impaktor. Uderzenie w powierzchnię Księżyca 14 listopada 2008. |
| 18 czerwca 2009      | Lunar Reconnaissance Orbiter | NASA, GSFC           | Wejście na orbitę biegunową wokół Księżyca 23 czerwca 2009. Wykonanie szczegółowych map topograficznych powierzchni Księżyca. |
| 18 czerwca 2009      | LCROSS                       | NASA, ARC            | Przelot 23 czerwca 2009 w odległości 3270 km od Księżyca. Uderzenie impaktora i sondy w powierzchnię Księżyca w okolicy bieguna południowego 9 października 2009, 11:31:20 UT i 11:35:36 UT (84,674°S, 311,302°E – krater Cabeus). Przeprowadzenie analizy wyrzuconej materii w celu poszukiwania śladów wody. |
| 1 października 2010  | Chang’e 2                    | CNSA                 | Wejście na orbitę biegunową wokół Księżyca 6 października 2010. Wykonanie map powierzchni Księżyca. Opuszczenie orbity 9 czerwca 2011 w celu lotu do punktu L2 układu Ziemia – Słońce i planetoidy (4179) Toutatis. |

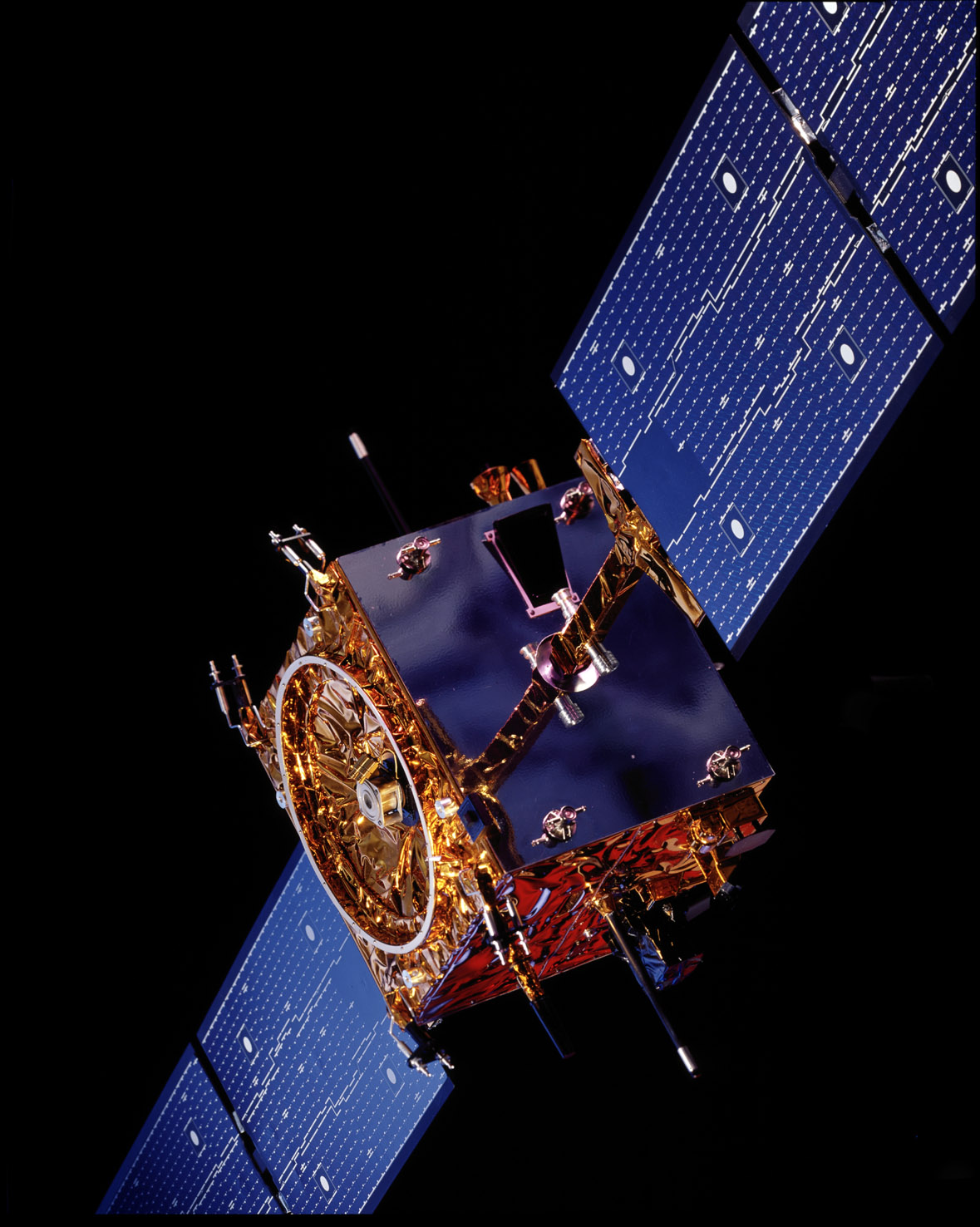
SMART-1
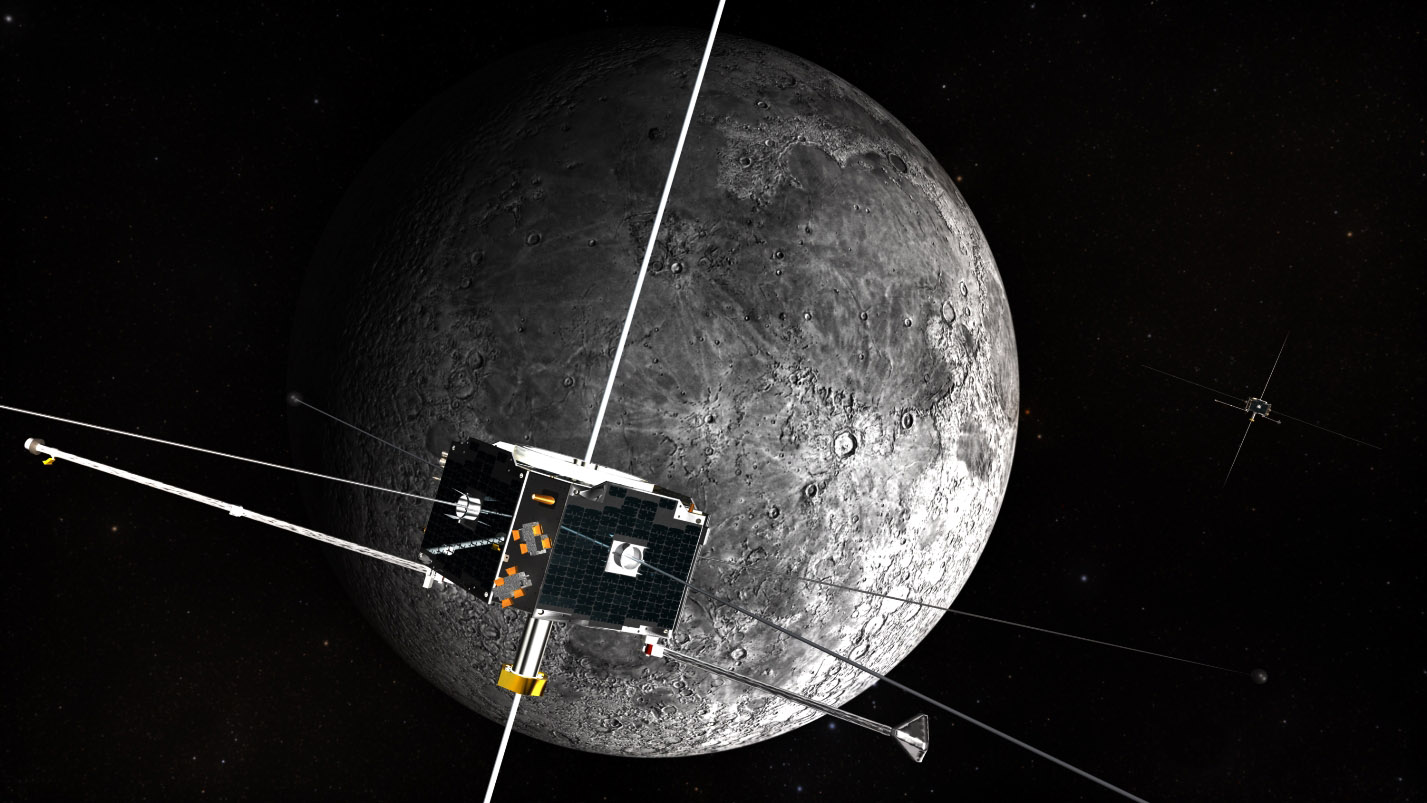
ARTEMIS P1 i P2
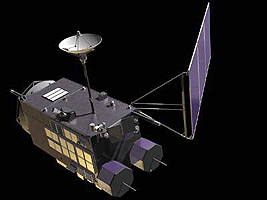
Kaguya
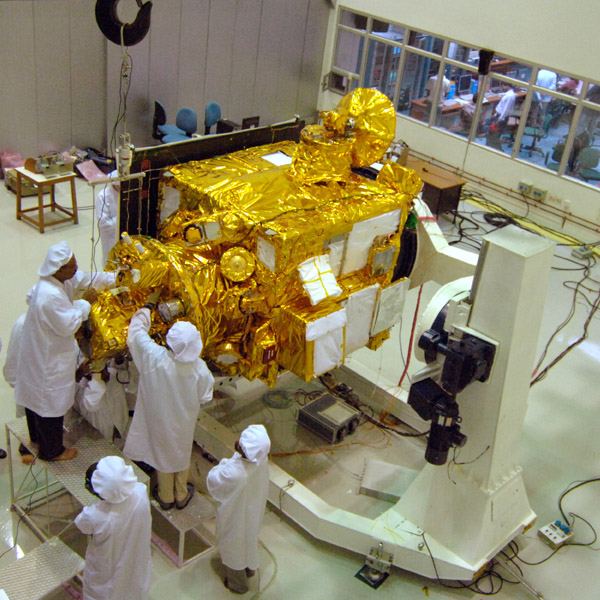
Chandrayaan-1
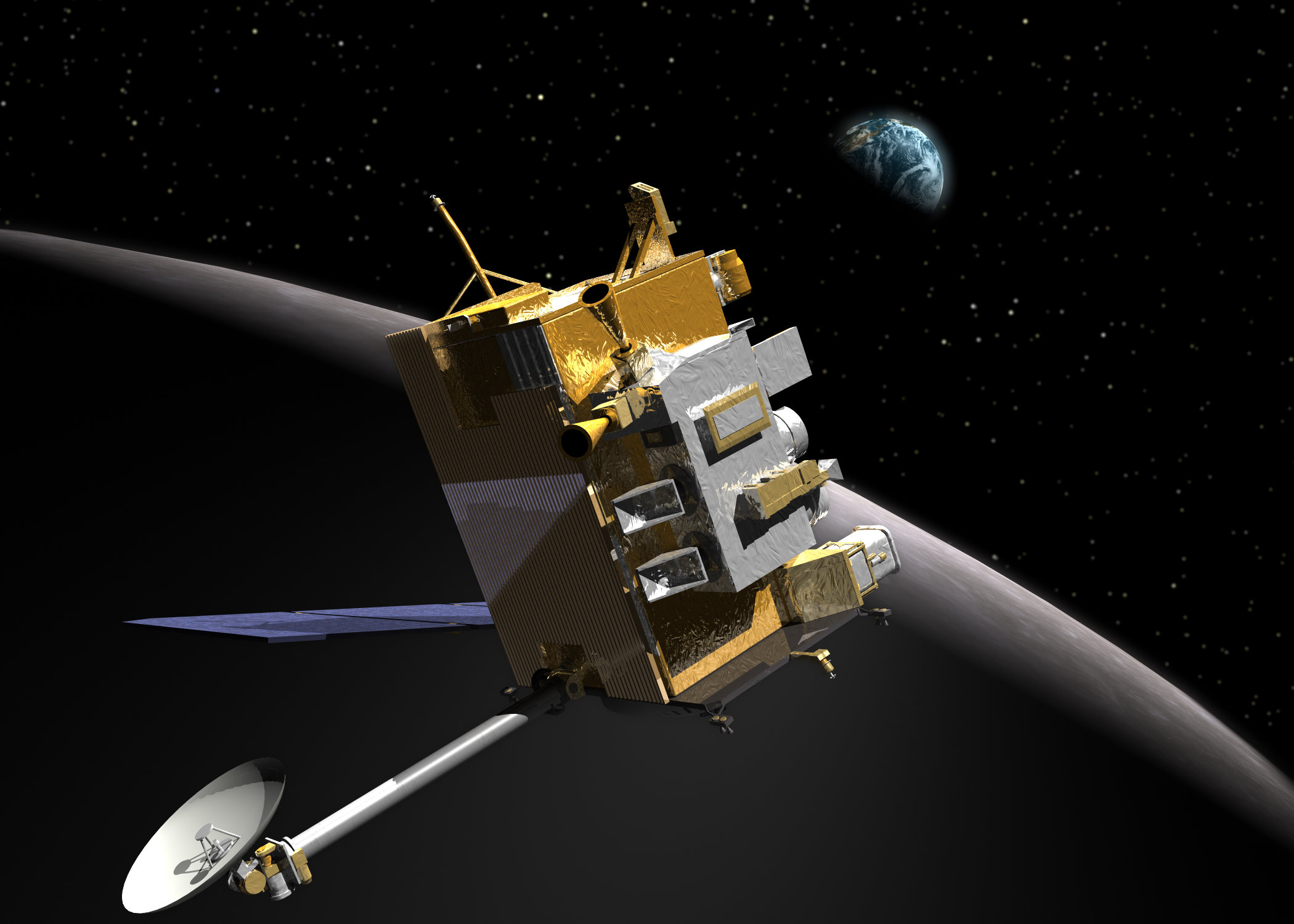
Lunar Reconnaissance Orbiter
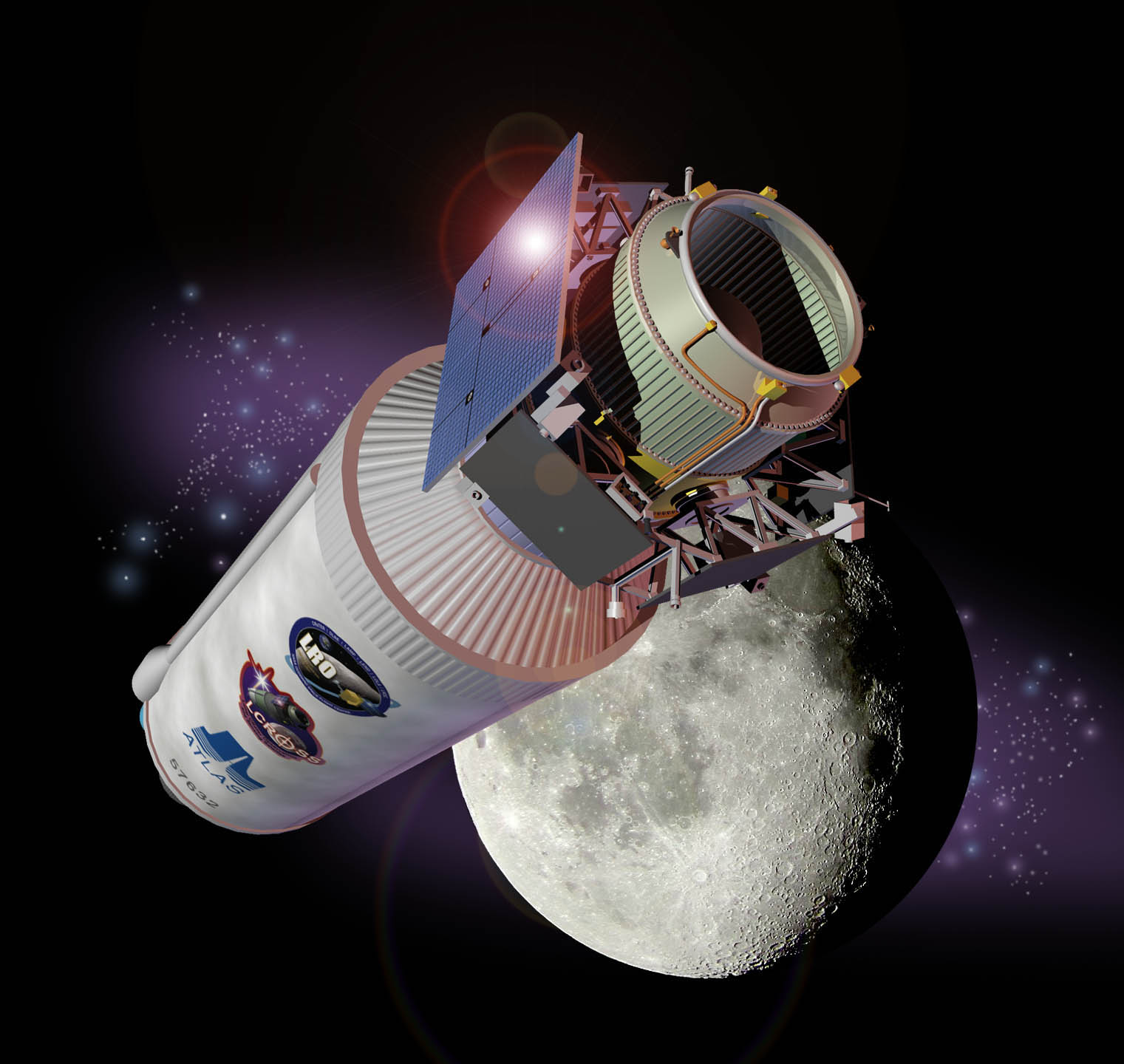
LCROSS

## 2011–2020
| Data startu          | Nazwa misji            | Państwo. Organizacja | Opis i uwagi |
| -------------------- | ---------------------- | -------------------- | --- |
| 10 września 2011     | GRAIL-A (Ebb)          | NASA, JPL            | Wejście na orbitę biegunową wokół Księżyca 31 grudnia 2011. Wykonanie wspólnie z sondą GRAIL-B precyzyjnych map pola grawitacyjnego Księżyca. Uderzenie w powierzchnię Księżyca 17 grudnia 2012. |
| 10 września 2011     | GRAIL-B (Flow)         | NASA, JPL            | Wejście na orbitę biegunową wokół Księżyca 1 stycznia 2012. Wykonanie wspólnie z sondą GRAIL-A precyzyjnych map pola grawitacyjnego Księżyca. Uderzenie w powierzchnię Księżyca 17 grudnia 2012. |
| 7 września 2013      | LADEE                  | NASA, ARC, GSFC      | Wejście na orbitę wokół Księżyca 6 października 2013. Badania śladowej atmosfery i otoczenia pyłowego Księżyca. Uderzenie w powierzchnię Księżyca 18 kwietnia 2014. |
| 1 grudnia 2013       | Chang’e 3              | CNSA                 | Lądowanie z łazikiem Yutu na powierzchni Księżyca 14 grudnia 2013, 13:11:18 UT (44,1214°N, 19,5117°W – Mare Imbrium). Łączność z łazikiem utrzymywano do połowy 2016 roku, przebyty dystans 114 m. |
| 23 października 2014 | Chang’e 5-T1           | CNSA                 | Test kapsuły powrotnej planowanej sondy Chang’e 5. Oblot Księżyca 27 października 2014 i powrót kapsuły na Ziemię 31 października 2014. Wejście modułu serwisowego sondy na orbitę wokół punktu L2 układu Ziemia – Księżyc 27 listopada 2014 i na orbitę wokół Księżyca 10 stycznia 2015.                                   |
| 23 października 2014 | 4M                     | LuxSpace             | Ładunek radioamatorski dołączony do końcowego stopnia rakiety nośnej przelatującej obok Księżyca. Łączność utrzymywano do 11 listopada 2014. |
| 18 kwietnia 2018     | TESS                   | NASA, MIT, GSFC      | Teleskop kosmiczny. Przelot 17 maja 2018 w pobliżu Księżyca w odległości 8119 km w celu korekcji orbity. |
| 20 maja 2018         | Queqiao                | CNSA                 | Przelot obok Księżyca 25 maja 2018 i wejście na orbitę wokół punktu L2 układu Ziemia – Księżyc 14 czerwca 2018. Satelita przekaźnikowy dla misji Chang’e 4, przeprowadzenie obserwacji radioastronomicznych. |
| 20 maja 2018         | Longjiang 1            | HIT                  | Planowany sztuczny satelita Księżyca. Utrata łączności 21 maja 2018. |
| 20 maja 2018         | Longjiang 2            | HIT                  | Wejście na orbitę wokół Księżyca 25 maja 2018. Przeprowadzenie obserwacji radioastronomicznych. Uderzenie w powierzchnię Księżyca 31 lipca 2019. |
| 7 grudnia 2018       | Chang’e 4              | CNSA                 | Pierwsze lądowanie na niewidocznej stronie Księżyca z łazikiem Yutu 2: 3 stycznia 2019, 02:26 UT (45,4561°S, 177,5885°E – krater Von Kármán na obszarze basenu Biegun Południowy – Aitken). |
| 22 lutego 2019       | Bereszit               | SpaceIL              | Wejście na orbitę wokół Księżyca 4 kwietnia 2019. Nieudana próba lądowania. Uderzenie w powierzchnię Księżyca 11 kwietnia 2019, 19:25 UT (32,5956°N, 19,3496°E – Mare Serenitatis). |
| 22 lipca 2019        | Chandrayaan-2 / Vikram | ISRO                 | Sonda złożona z orbitera, lądownika Vikram i łazika Pragyan. Wejście na orbitę biegunową wokół Księżyca 20 sierpnia 2019. Wykonanie przez orbiter map topograficznych i składu powierzchni Księżyca. Vikram – nieudana próba lądowania. Uderzenie w powierzchnię Księżyca 6 września 2019, 20:20 UT (70,8810°S, 22,7840°E). |
| 23 listopada 2020    | Chang’e 5              | CNSA                 | Lądowanie na powierzchni Księżyca 1 grudnia 2020, 15:11:20 UT (43,0576°N, 51,9161°W – okolica Mons Rümker na Oceanus Procellarum). Pobranie próbki gruntu o masie 1731 g. Powrót na Ziemię 16 grudnia 2020. Człon orbitalny został skierowany na orbitę wokół punktu L1 układu Ziemia – Słońce.                             |

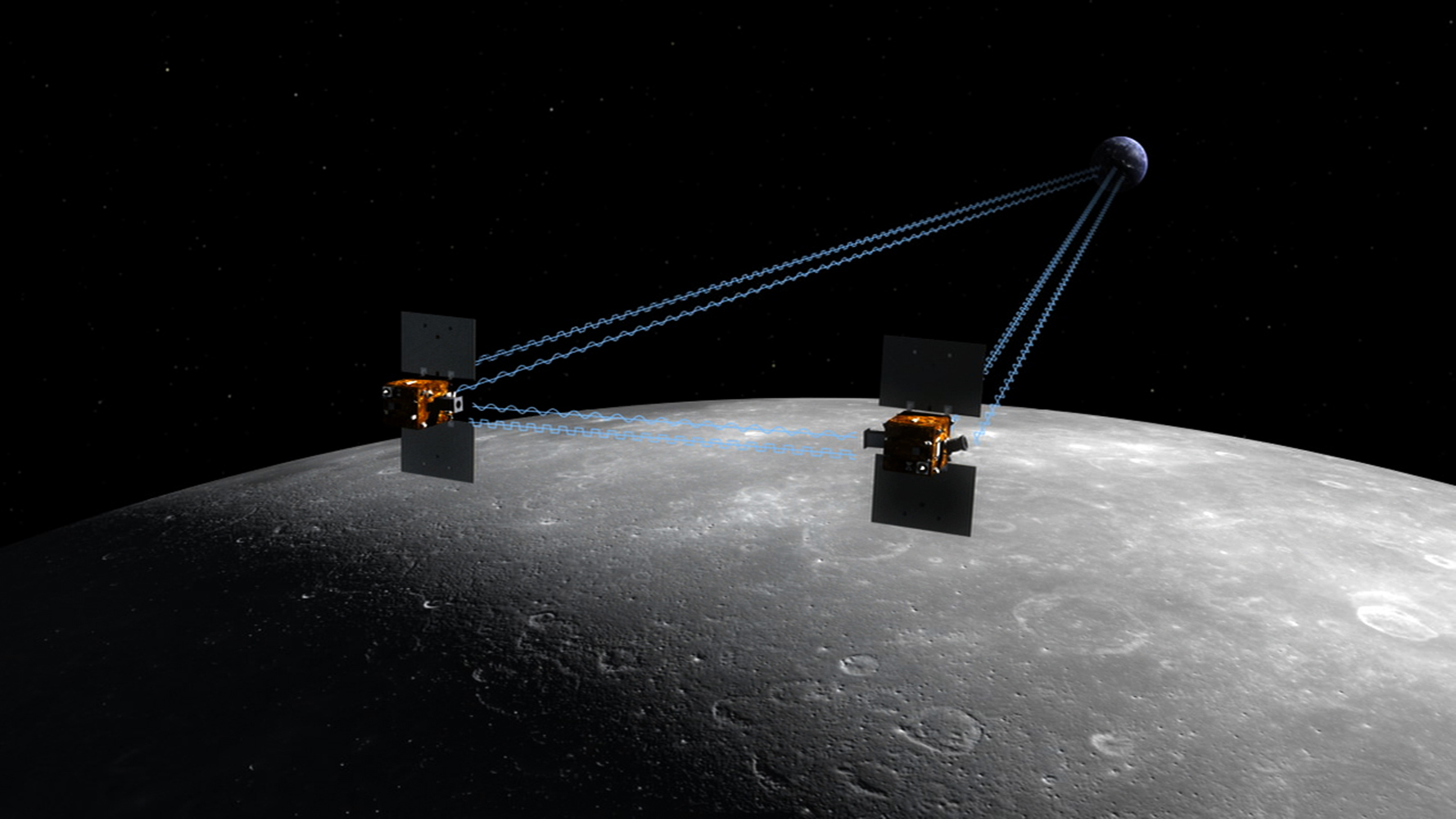
Sondy GRAIL
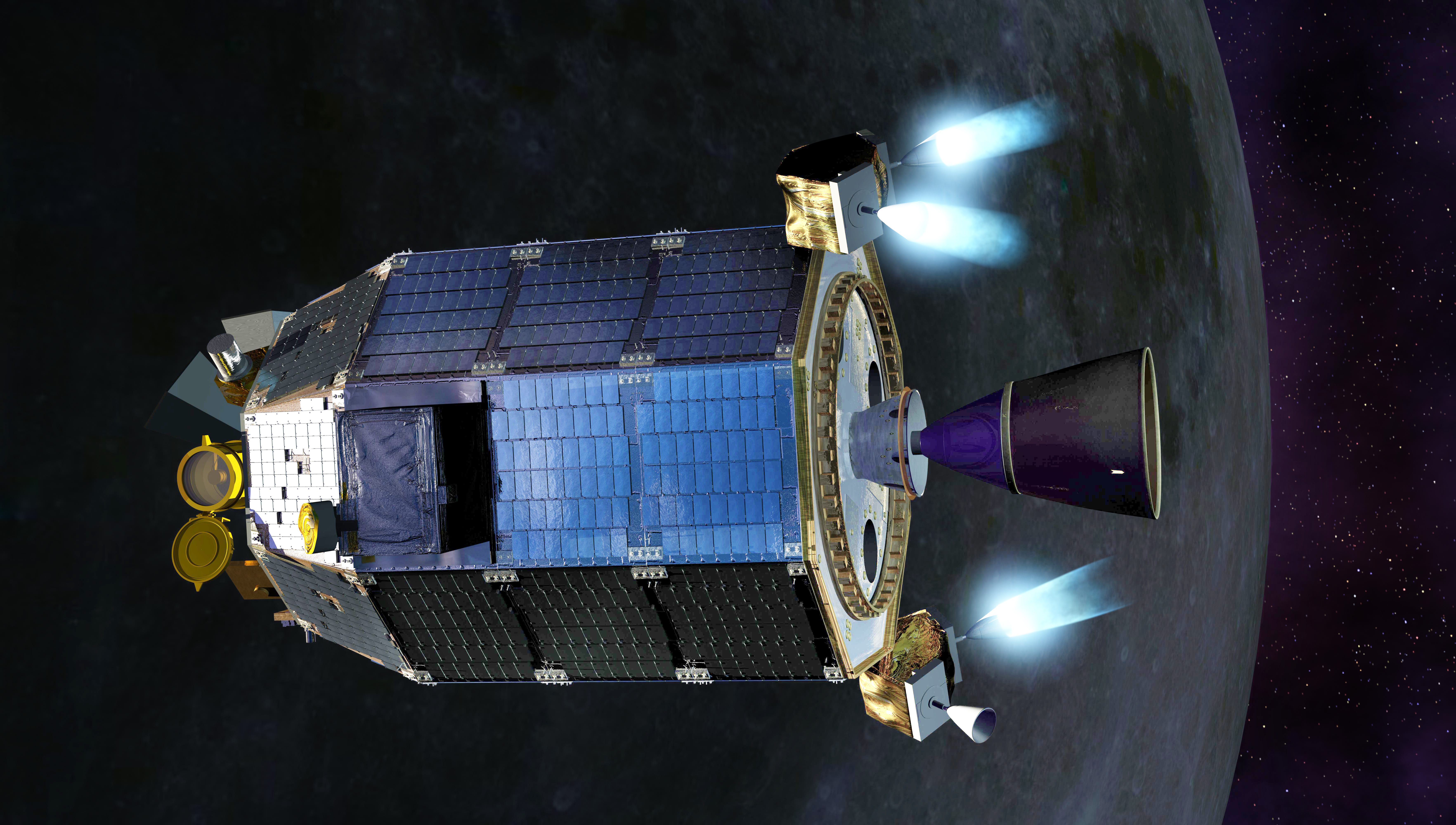
LADEE
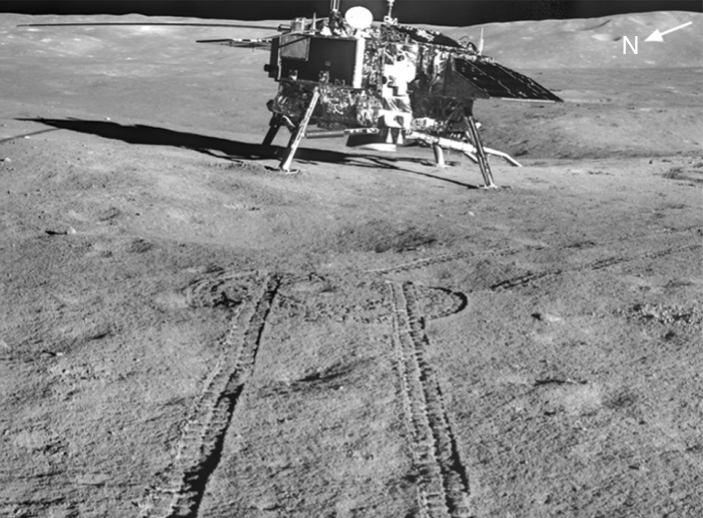
Chang’e 4
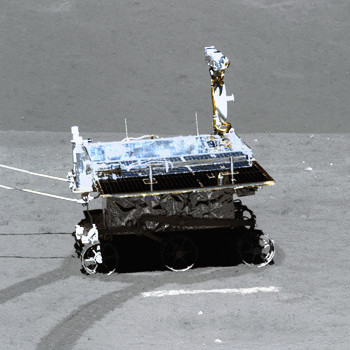
Łazik Yutu 2
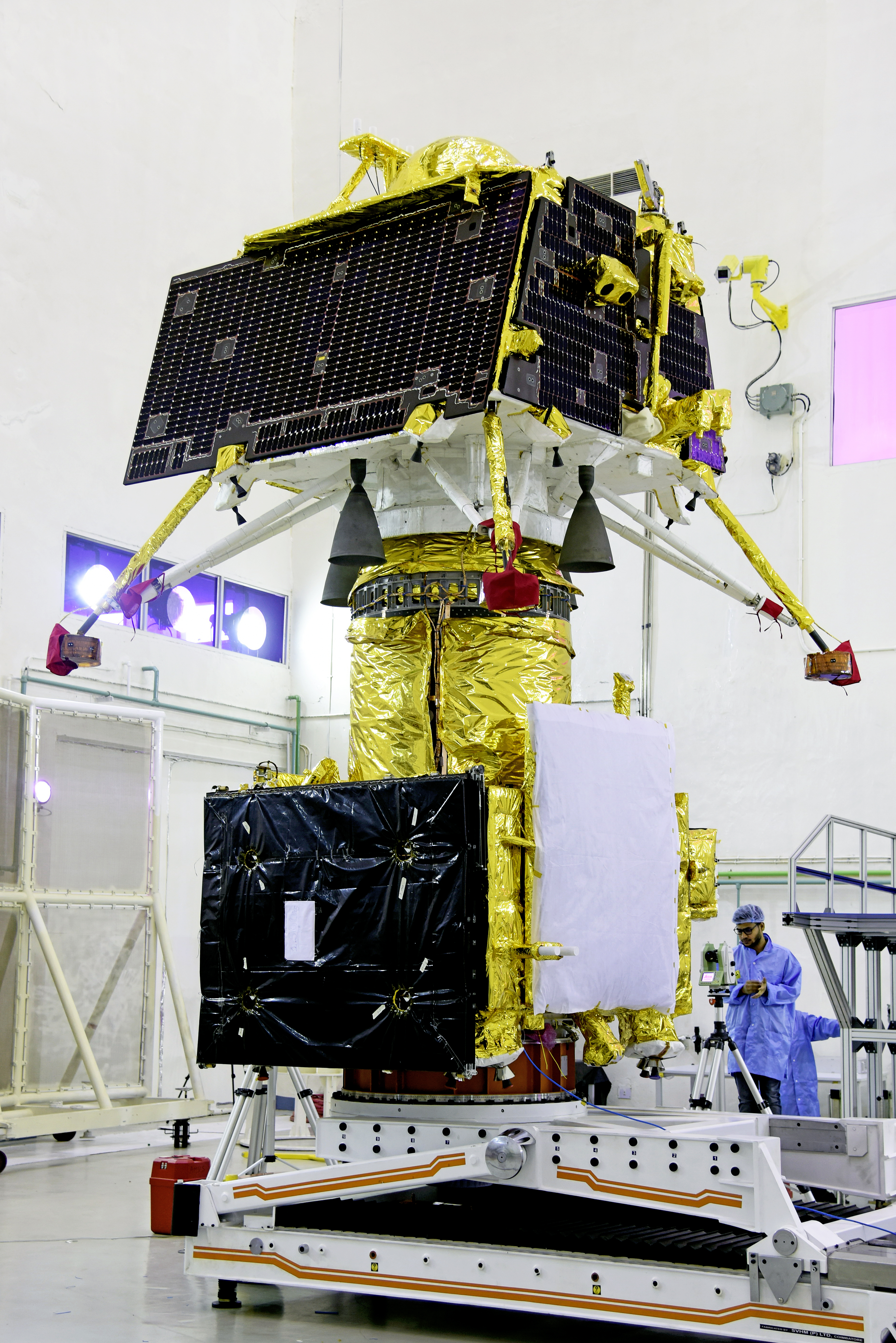
Chandrayaan-2
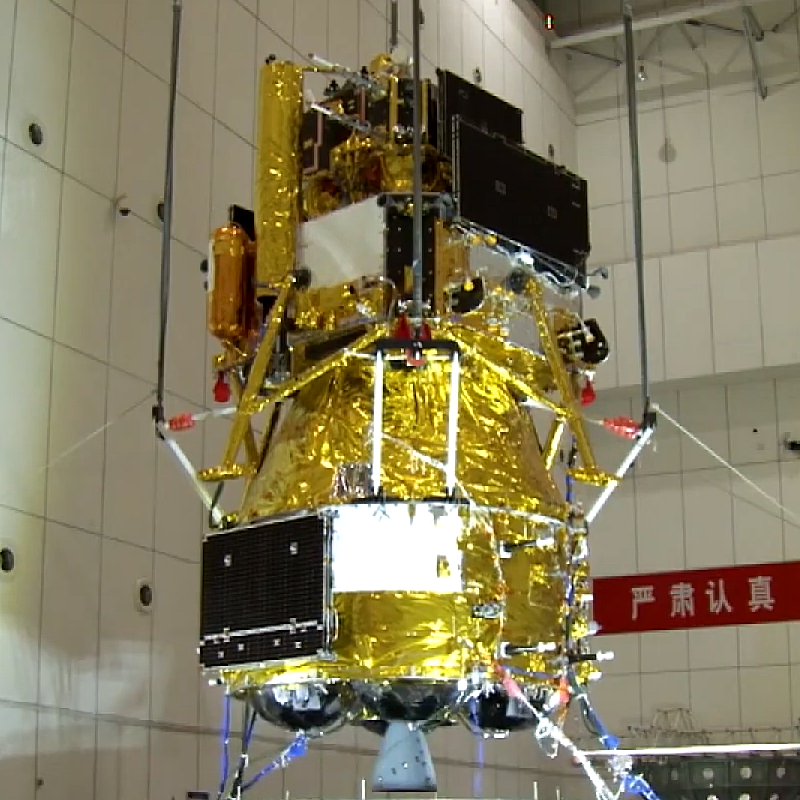
Chang’e 5

## 2021–2030

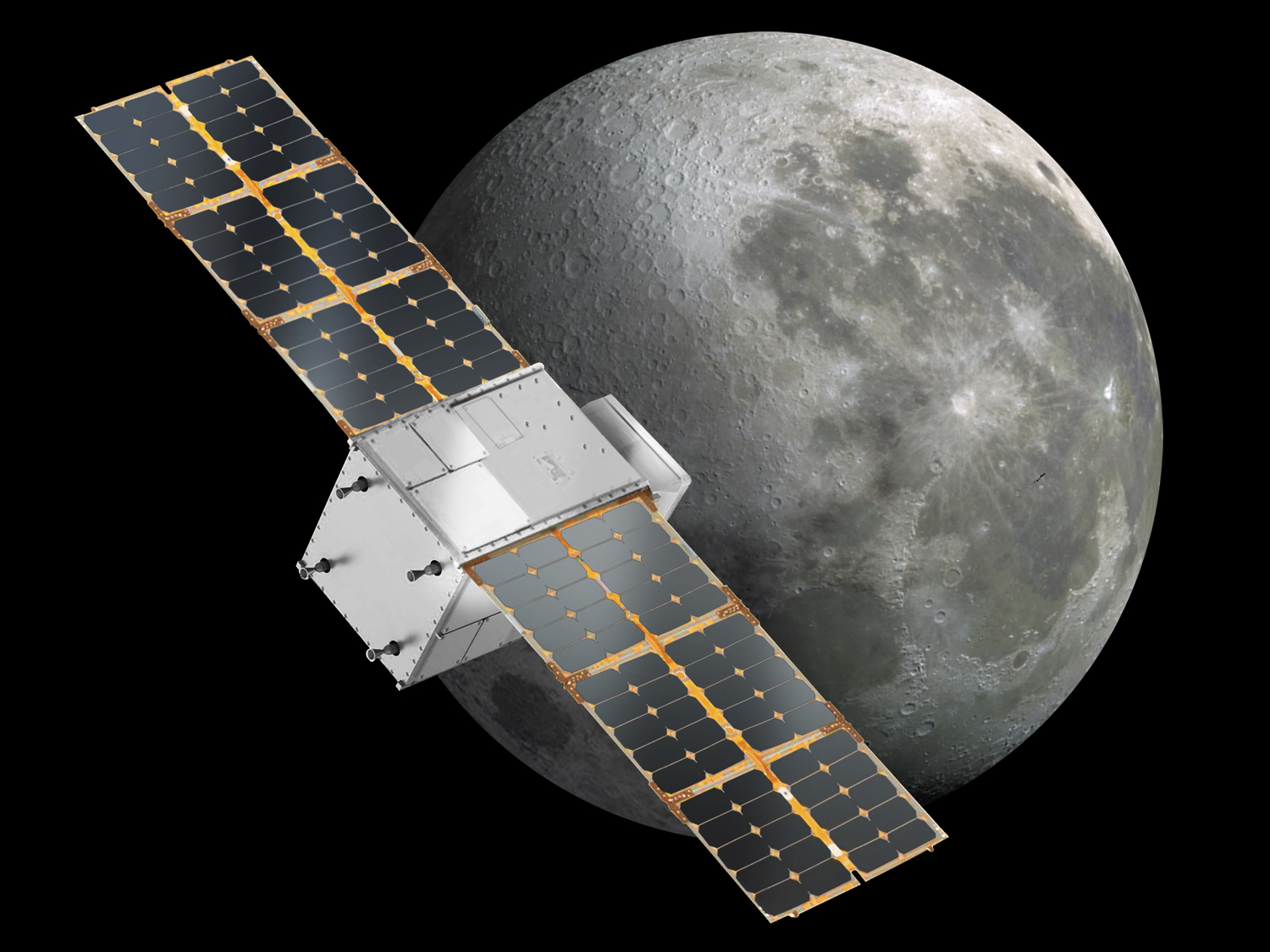
CAPSTONE
Statek Orion

| Data startu       | Nazwa misji              | Państwo. Organizacja        | Opis i uwagi |
| ----------------- | ------------------------ | --------------------------- | --- |
| 28 czerwca 2022   | CAPSTONE                 | NASA, Advanced Space        | Sztuczny satelita Księżyca typu CubeSat. Wejście na orbitę typu NRHO 14 listopada 2022. Testy nawigacji na potrzeby przyszłej stacji Gateway. |
| 4 sierpnia 2022   | Danuri                   | KARI                        | Wejście na orbitę wokół Księżyca 16 grudnia 2022. |
| 16 listopada 2022 | Artemis I                | NASA                        | Bezzałogowy test statku Orion. 21 listopada przelot obok Księżyca, wejście na odległą wsteczną orbitę wokółksiężycową i powrót na Ziemię 11 grudnia 2022. |
| 16 listopada 2022 | LunaH-Map                | NASA, ASU                   | Sonda typu CubeSat. Niepowodzenie próby wejścia na orbitę wokół Księżyca 21 listopada 2021. |
| 16 listopada 2022 | EQUULEUS                 | JAXA, UTokyo                | Sonda typu CubeSat. Przelot obok Księżyca 21 listopada 2021.. |
| 16 listopada 2022 | Lunar IceCube            | NASA, MSU                   | Sztuczny satelita Księżyca typu CubeSat. |
| 16 listopada 2022 | LunIR                    | NASA, Lockheed Martin       | Sonda typu CubeSat. Przelot obok Księżyca 21 listopada 2021.. |
| 16 listopada 2022 | NEA Scout                | NASA, MSFC                  | Sonda typu CubeSat. Brak łączności po starcie. |
| 16 listopada 2022 | BioSentinel              | NASA, ARC                   | Sonda typu CubeSat. Przelot obok Księżyca. |
| 16 listopada 2022 | CuSP                     | NASA, SwRI                  | Sonda typu CubeSat. Utrata łączności 17 listopada 2022. |
| 16 listopada 2022 | OMOTENASHI               | JAXA, UTokyo                | Sonda typu CubeSat. Przelot obok Księżyca zamiast planowanego lądowania na powierzchni. |
| 16 listopada 2022 | Team Miles               | Miles Space                 | Sonda typu CubeSat. Brak łączności po starcie. |
| 11 grudnia 2022   | Hakuto-R M1              | ispace                      | Wejście na orbitę wokół Księżyca 21 marca 2023. Nieudana próba lądowania. Uderzenie w powierzchnię Księżyca 25 kwietnia 2023, 16:45:09 UT (47,581°N, 44,094°E – okolice krateru Atlas). |
| 11 grudnia 2022   | Emirates Lunar Mission   | UAESA                       | Łazik na pokładzie lądownika Hakuto-R M1. |
| 11 grudnia 2022   | Lunar Flashlight         | NASA, JPL                   | Sonda typu CubeSat. Nieudana próba wejścia na orbitę wokół Księżyca. |
| 14 lipca 2023     | Chandrayaan-3            | ISRO                        | Lądowanie lądownika Vikram z łazikiem Pragyan na powierzchni Księżyca 23 sierpnia 2023, 12:32:50 UTC (69,373°S, 32,319°E). Łączność utrzymywano do 3 września 2023. Przebyty dystans przez łazik 101,4 m. Moduł napędowy opuścił rejon Księżyca 10 listopada 2023.                                        |
| 10 sierpnia 2023  | Łuna 25                  | Roskosmos, Ławoczkin        | Wejście na orbitę wokół Księżyca 16 sierpnia 2023. Planowane lądowanie w rejonie południowego bieguna. Sonda rozbiła się o powierzchnię Księżyca podczas nieudanego manewru zmiany orbity 19 sierpnia 2023.                                                                                               |
| 7 września 2023   | SLIM                     | JAXA                        | Lądowanie na powierzchni Księżyca 19 stycznia 2024, 15:19:57 UTC (13,3160°S, 25,2510°E – okolice krateru Shioli). Dwa mikrołaziki: LEV-1 i LEV-2. Awaria silnika podczas lądowania i problemy z zasilaniem w energię. Łączność po lądowaniu utrzymywano 19 stycznia, ponownie 28-31 stycznia i 25 lutego. |
| 8 stycznia 2024   | Peregrine Mission One    | NASA, Astrobotic Technology | Awaria po starcie uniemożliwiła planowane lądowanie na powierzchni Księżyca na obszarze Lacus Mortis. Zniszczenie w atmosferze ziemskiej 18 stycznia 2024.. |
| 8 stycznia 2024   | Colmena                  | UNAM                        | Pięć mikrołazików na pokładzie lądownika Peregrine. |
| 8 stycznia 2024   | Iris                     | Carnegie Mellon University  | Łazik na pokładzie lądownika Peregrine. |
| 15 lutego 2024    | IM-1 Odysseus            | NASA, Intuitive Machines    | Lądowanie na powierzchni Księżyca 22 lutego 2024, 23:23 UTC (80,13°S, 1,44°E – okolice krateru Malapert A). Sonda przewróciła się częściowo na bok przy lądowaniu. Łączność utrzymywano do 29 lutego. |
| 13 marca 2024     | DRO-A, DRO-B             | CNSA                        | Dwa satelity przeznaczone do testów nawigacji. Wejście na odległą wsteczną orbitę wokółksiężycową 27 sierpnia 2024. |
| 20 marca 2024     | Queqiao-2                | CNSA                        | Satelita przekaźnikowy. Wejście na orbitę wokół Księżyca 24 marca 2024. |
| 20 marca 2024     | Tiandu-1                 | CNSA                        | Satelita technologiczny. Wejście na orbitę wokół Księżyca 24 marca 2024. |
| 20 marca 2024     | Tiandu-2                 | CNSA                        | Satelita technologiczny. Wejście na orbitę wokół Księżyca 24 marca 2024. |
| 3 maja 2024       | Chang’e 6                | CNSA                        | Lądowanie na powierzchni Księżyca 1 czerwca 2024, 22:23:15 UTC (153,9852°W, 41,6385°S – okolice krateru Apollo na obszarze Basenu Biegun Południowy – Aitken. Pobranie próbki gruntu o masie 1935,3 g. Powrót na Ziemię 25 czerwca 2024..                                                                 |
| 3 maja 2024       | ICUBE-Q                  | SUPARCO                     | Sonda typu CubeSat dostarczona 8 maja 2024 na orbitę wokół Księżyca na pokładzie sondy Chang’e 6. |
| 15 stycznia 2025  | Blue Ghost Mission 1     | Firefly Space               | Lądowanie na powierzchni Księżyca 2 marca 2025, 08:34 UTC (18,5623°N, 61,8103°E – Mare Crisium, okolice Mons Latreille). Łączność utrzymywano do 16 marca 2025. |
| 15 stycznia 2025  | Hakuto-R M2 (Resilience) | ispace                      | Planowane lądowanie na powierzchni Księżyca w maju–czerwcu 2025 (Mare Frigoris). |
| 27 lutego 2025    | IM-2 Athena              | Intuitive Machines          | Lądowanie na powierzchni Księżyca 6 marca 2025, 17:28:50 UTC (84,7906°S, 29,1957°E – Mons Mouton). Sonda przewróciła się na bok przy lądowaniu, łączność utrzymywano do 7 marca 2025. |
| 27 lutego 2025    | Lunar Trailblazer        | NASA, Caltech/JPL           | Planowany sztuczny satelita Księżyca. Awaria po starcie, nieaktywna sonda weszła na orbitę heliocentryczną. |

- CAPSTONE
- Statek Orion

## Misje planowane
| Data startu   | Nazwa misji       | Państwo. Organizacja         | Opis i uwagi |
| ------------- | ----------------- | ---------------------------- | --- |
| 2025          | SHERPA-ES         | NASA, Spaceflight Industries | Przelot w pobliżu Księżyca w kierunku orbity geostacjonarnej, dostarczenie ładunku.                                         |
|               | IM-3              | NASA, Intuitive Machines     | Lądowanie na powierzchni Księżyca.                                                                                          |
| 2025          | Griffin Mission 1 | NASA, Astrobotic Technology  | Lądowanie w pobliżu krateru Nobile w rejonie południowego bieguna Księżyca.                                                 |
| kwiecień 2026 | Artemis II        | NASA                         | Oblot Księżyca z czteroosobową załogą przez statek Orion.                                                                   |
| 2027          | PPE, HALO         | NASA                         | Moduł zasilania i napędu PPE oraz moduł mieszkalny HALO stacji Gateway na orbicie wokółksiężycowej typu NRHO.               |
| 2027          | Artemis III       | NASA                         | Lądowanie dwuosobowej załogi w rejonie południowego bieguna Księżyca.                                                       |
| 2026          | Chang’e 7         | CNSA                         | Sztuczny satelita Księżyca i lądownik. Lądowanie z łazikiem i próbnikiem latającym w rejonie południowego bieguna Księżyca. |
| 2027          | Łuna 26           | Roskosmos, Ławoczkin         | Sztuczny satelita Księżyca.                                                                                                 |
| 2027          | ERM               | ESA                          | Moduł serwisowy ERM (ESPRIT Refueling Module) stacji Gateway.                                                               |
| 2027          | Chang’e 8         | CNSA                         | Kolejna misja chińskiej stacji księżycowej                                                                                  |
| wrzesień 2028 | I-HAB             | ESA, JAXA                    | Moduł mieszkalny I-HAB stacji Gateway.                                                                                      |
| 2028          | Łuna 27           | Roskosmos, Ławoczkin         | Lądowanie w rejonie południowego bieguna Księżyca.                                                                          |
| 2028          | Łuna 28           | Roskosmos, Ławoczkin         | Lądowanie z łazikiem w rejonie południowego bieguna Księżyca. Powrót na Ziemię z próbkami gruntu.                           |

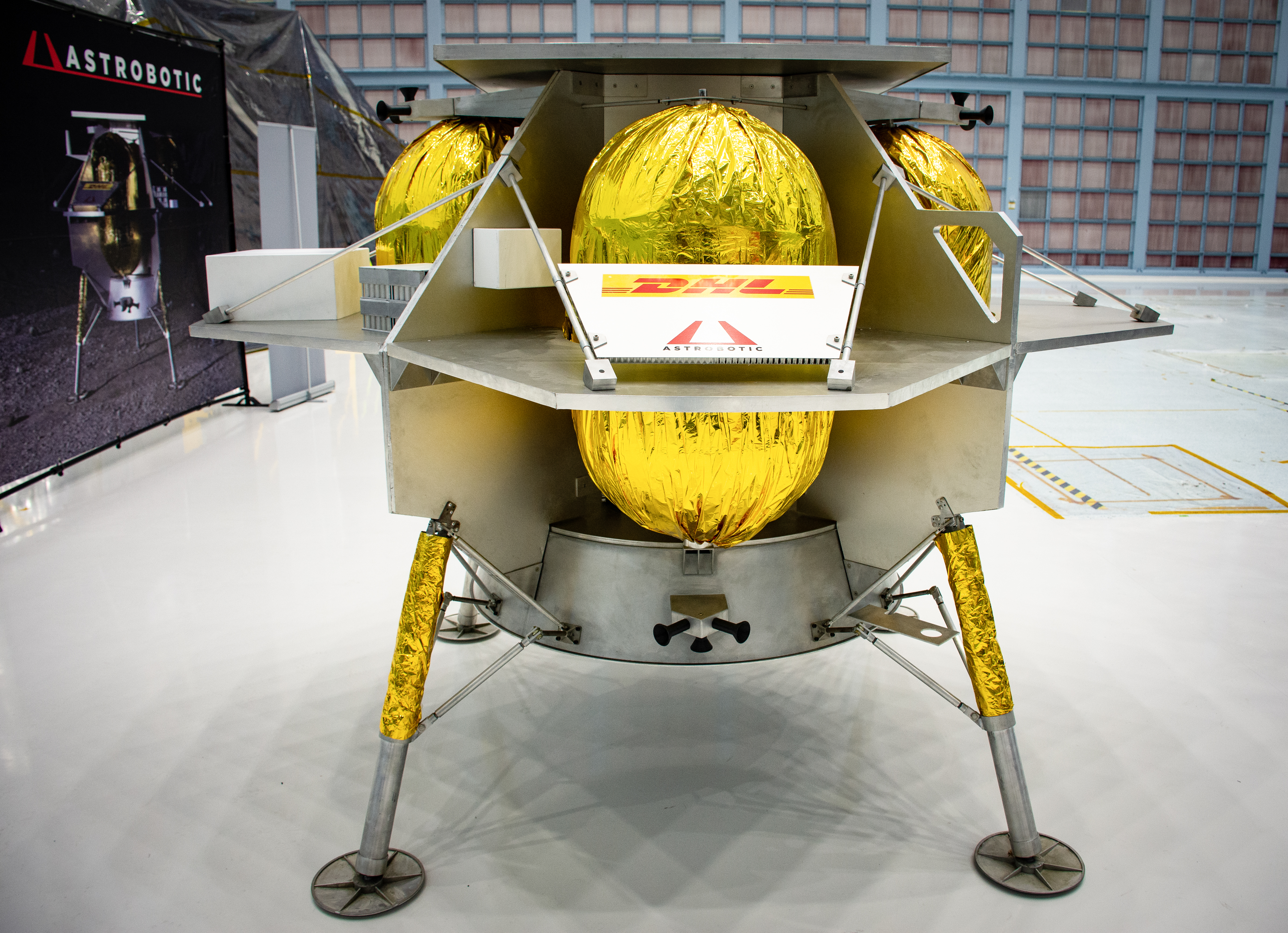
Peregrine 1
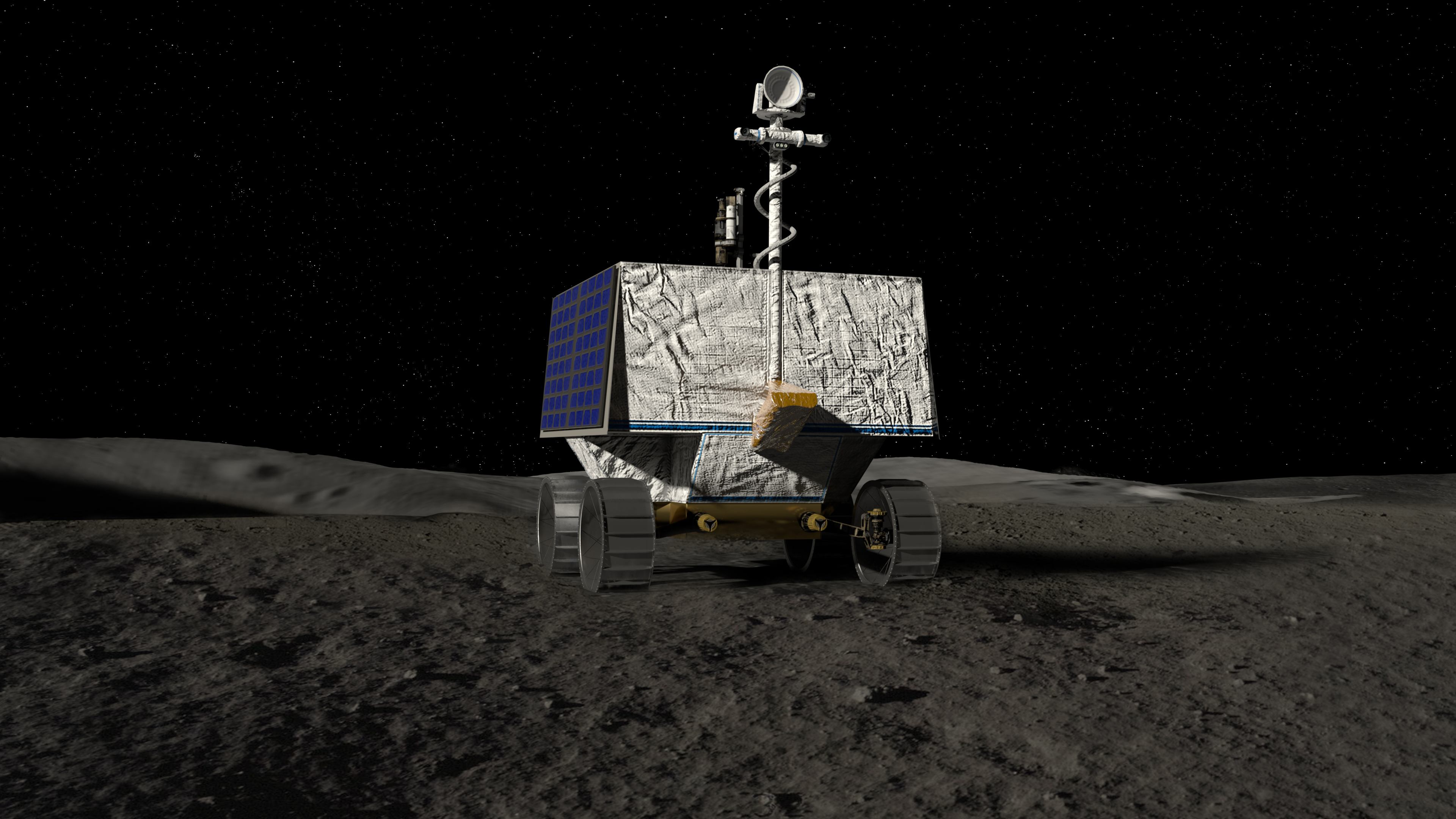
Łazik VIPER
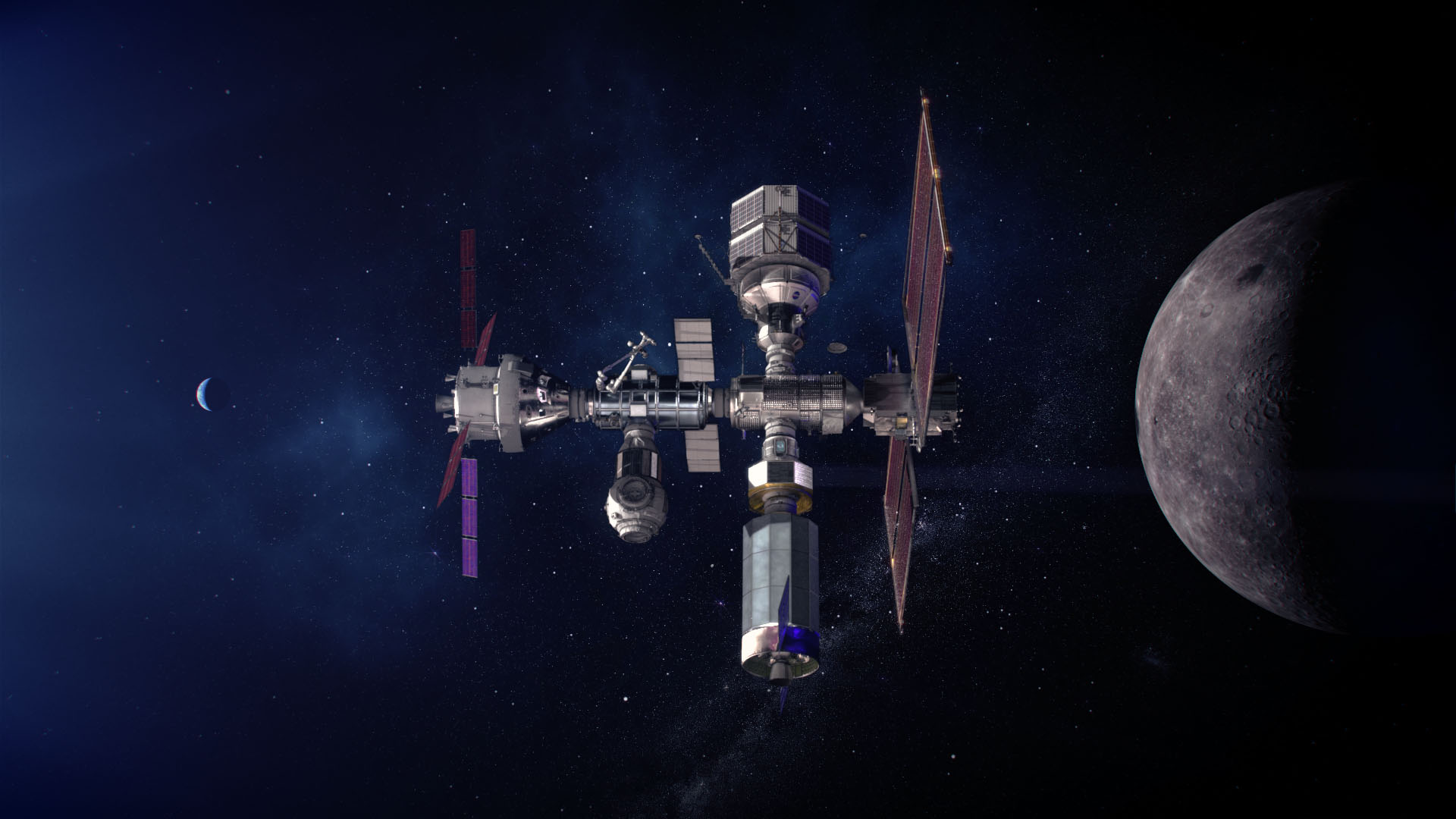
Projekt stacji Gateway
Lot OMOTENASHI     Ziemia       OMOTENASHI      Księżyc